# Emanuel von Seidl

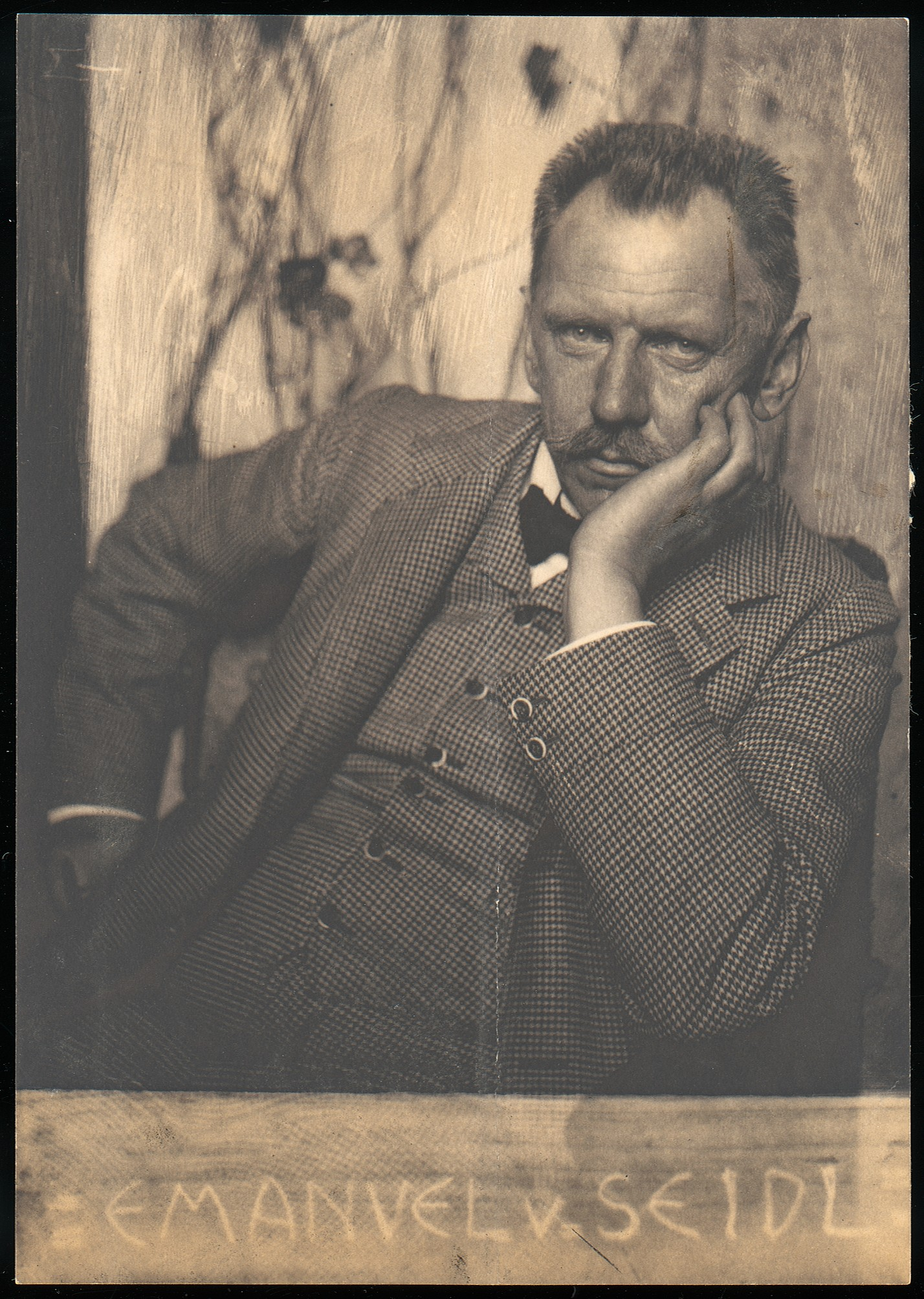
Emanuel von Seidl, 1910

Emanuel Seidl, ab 1906 Ritter von Seidl (* 22. August 1856 in München; † 25. Dezember 1919 ebenda), war ein Architekt, Innenarchitekt und Ingenieur der deutschen Kaiserzeit. Stilistisch war er ein Vertreter des Historismus, neigte aber auch bestimmten Jugendstil-Elementen zu. Er gilt als einer der bedeutendsten Münchner Architekten der Prinzregentenzeit.

## Leben
Emanuel Seidl wurde als dritter Sohn des Bäckers Anton Seidl und seiner Frau Therese, Tochter des Bierbrauers und Besitzers des Spatenbräu Gabriel Sedlmayr d. J., in München geboren. Seidl besuchte das Realgymnasium München und studierte ab ca. 1875 an der Technischen Hochschule München Architektur. Nach einem Freiwilligen-Jahr beim 2. Schwerereiter-Regiment trat er in die Hochbauabteilung der Generaldirektion der Kgl. Bayerischen Staatseisenbahn ein. Da er die Beamtenlaufbahn nicht einschlagen wollte, arbeitete er ab Ende der 1870er Jahre als Innenarchitekt u. a. im Unternehmen Seitz & Seidl, das sein älterer Bruder Gabriel von Seidl gemeinsam mit Rudolf von Seitz 1878 gegründet hatte. Dort übernahm Emanuel Seidl die Leitung des Ateliers für Innendekoration. Über diese Zeit ist wenig bekannt, fest steht, dass er 1884 die Villa Siegle in Ammerland am Starnberger See ausstattete und auch an den Umbauplänen beteiligt war. Über eine Tätigkeit im Architekturbüro seines Bruders gibt es für die 1880er Jahre jedoch keine Belege. Mit ersten Bauten trat er 1887/88 hervor.
Als Architekt trat Emanuel Seidl erstmals 1887 hervor. Gedrängt von seinem Bruder Gabriel lieferte er Entwürfe für die Bauten der 1888 geplanten Deutsch-Nationalen Kunstgewerbe-Ausstellung des Bayerischen Kunstgewerbe-Vereins. Sie setzten sich gegen die Entwürfe von Friedrich von Thiersch und Franz Brochler durch. Allerdings erhielt der junge Architekt dabei die Unterstützung seiner Brüder Gabriel und Anton Seidl sowie von Rudolf Seitz, die alle im Ausschuss saßen, der die Entscheidung traf.
Seit 1896 trug er den Titel eines königlichen Professors. Seidl stellte 1897 den Muschelsaal im Augustiner-Brauhaus in der Neuhauser Straße in München als erstes großes Werk fertig. 1901 errichtete Seidl in Murnau am Staffelsee ein Landhaus mit englischen Landschaftsgarten (abgerissen 1972). 1906 wurde Emanuel Seidl als einem der führenden Villenarchitekten Süddeutschlands das Ritterkreuz des Verdienstordens der Bayerischen Krone verliehen. Infolgedessen wurde er in den bayerischen Adelsstand eines Ritters erhoben. 1916 heiratete er Maria Agnes Luberich (1871–1935), die Ehe blieb kinderlos.
Emanuel Seidl starb im Alter von 63 Jahren.

## Grabstätte
Die Grabstätte Emanuel von Seidls befindet sich auf dem Münchener Waldfriedhof  (Grab 126-W-1).

## Familie
Sein zweiter älterer Bruder (nach Emanuel), der Zuckerbäcker Anton Seidl, führte das Geschäft des Vaters fort und gilt nach manchen Quellen als Erfinder für die Prinzregententorte.

## Werk

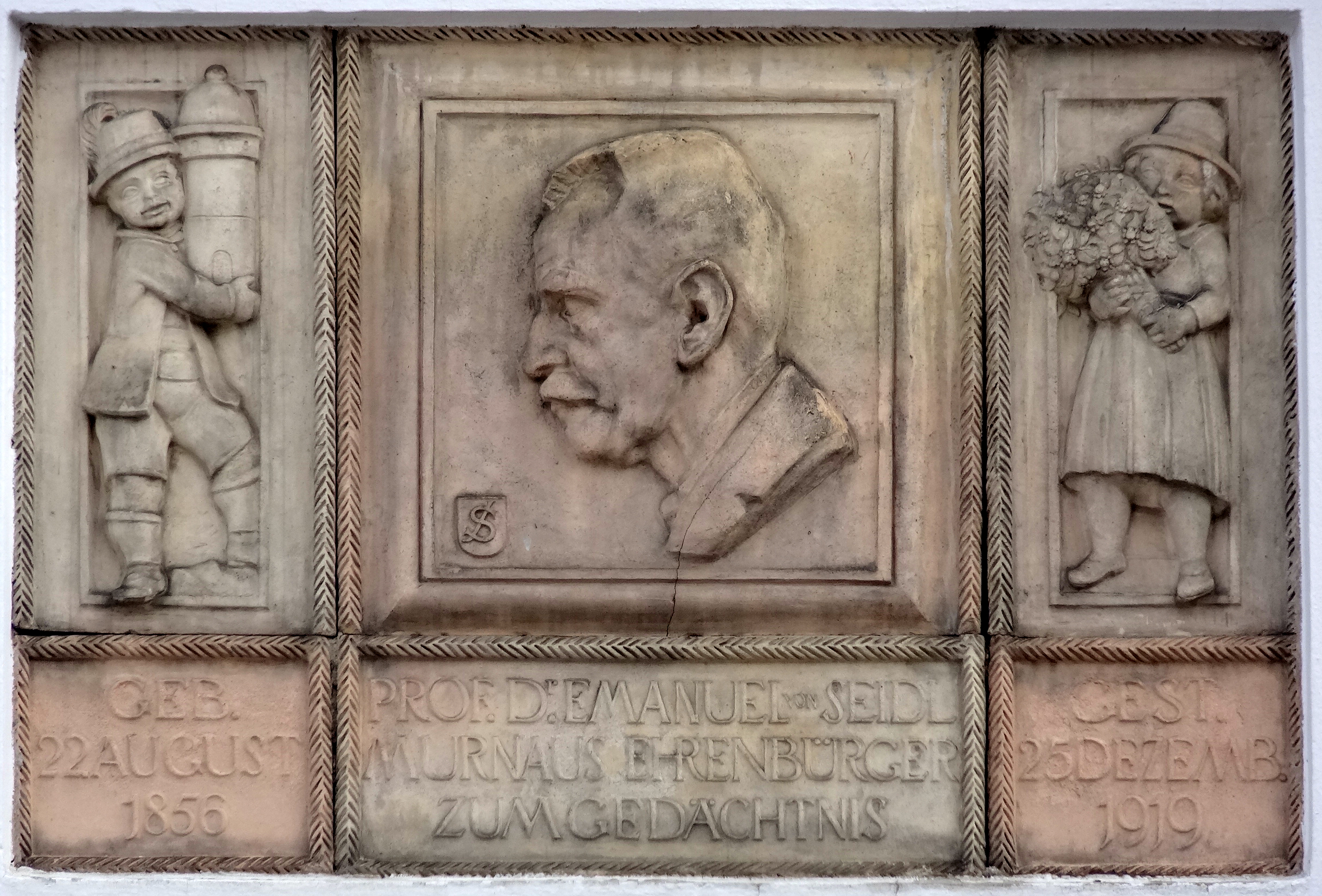
Gedächtnistafeln an Emanuel Seidl, Rathaus von Murnau am Staffelsee

Emanuel von Seidl war zwischen 1900 und 1918 ein erfolgreicher Villenarchitekt und weit über die Grenzen seiner Heimatstadt München hinaus bekannt. Erfasst sind 180 Werke in und um München sowie im sächsischen Erzgebirgsraum, davon etwa ein Drittel große Landhäuser und Villen, von denen noch etwa 60 stehen. Als Beispiele seien hier die Seidlvilla (auch Villa Lauterbacher) am Nikolaiplatz im Münchner Stadtteil Schwabing und seine eigene 1897/98 erbaute Villa (Bavariaring 10, Ludwigvorstadt) genannt. Zu seinen wohl bedeutendsten Privathäusern gehören das für Richard Strauss in Garmisch mit einem eingebauten, großzügig verglasten Erker mit Alpenblick und der in Stein bei Hartenstein an der Zwickauer Mulde gelegene Landsitz Schloss Wolfsbrunn, der nach zeitgenössischer Ansicht als letztes und reichstes, aber auch zielbewusstestes und reifstes seiner Bauwerke für den Montanunternehmer Georg Wolf entstand.
Weitere Objekte waren z. B. eine Stadtvilla für den Mediziner und Universitätsprofessor Hermann von Tappeiner (Ende des 19. Jahrhunderts), die später als Verwaltungsgebäude der Mannheimer Lebensversicherung genutzt wurde, das Staatstheater am Gärtnerplatz in München (1899), das Elefantenhaus im Münchener Tierpark Hellabrunn, zwischen 1900 und 1907 der Ostflügel des Schlosses Sigmaringen, die Fassade des Münchner Theresien-Gymnasiums, der Festsaal im Deutschen Museum sowie das im klassizistischen Jugendstil 1911 erbaute Gebäude in der Widenmayerstraße 25/25a im Stadtteil Lehel.
Zu seinen großen Bauprojekten gehörten Kurhotels, Vereinsgebäude, aber auch die Bauten der Deutschen Abteilung auf der Weltausstellung in Brüssel 1910.
Nach dem Tod seines Bruders Gabriel von Seidl 1913 betreute Emanuel von Seidl das große Projekt Deutsches Museum bis zu seinem eigenen Tod 1919.
In vielen Ausstellungsgestaltungen bewies Seidl dekorative Talente, während Hellabrunn noch heute eindrucksvoll Seidls sensiblen Umgang mit der Landschaft und sein Gespür zur Einbettung von Gebäuden in den Landschaftsraum belegt. Er gestaltete auch den Murnauer Park im Stile eines Englischen Landschaftsgartens.
Der süddeutsche Architekt neigte aber mehr dem verspielten neobarocken Eklektizismus zu als dem württembergisch Nüchternen oder gar wuchtig Schmucklosen, wie dem Historismus des Stuttgarter Hauptbahnhofs von Paul Bonatz. Von seiner Italienreise brachte Seidl das Verspielte der Italianità ins Münchner Architekturbüro mit. Diese Ideen, wie etwa aufgemalte Rankgitter oder Lüftlmalerei im Innenhof des Augustinerbräus, hat er in seinen Werken verarbeitet.

## Galerie
Auswahl von Emanuel von Seidl erstellte Bauten (sortiert nach Jahren):

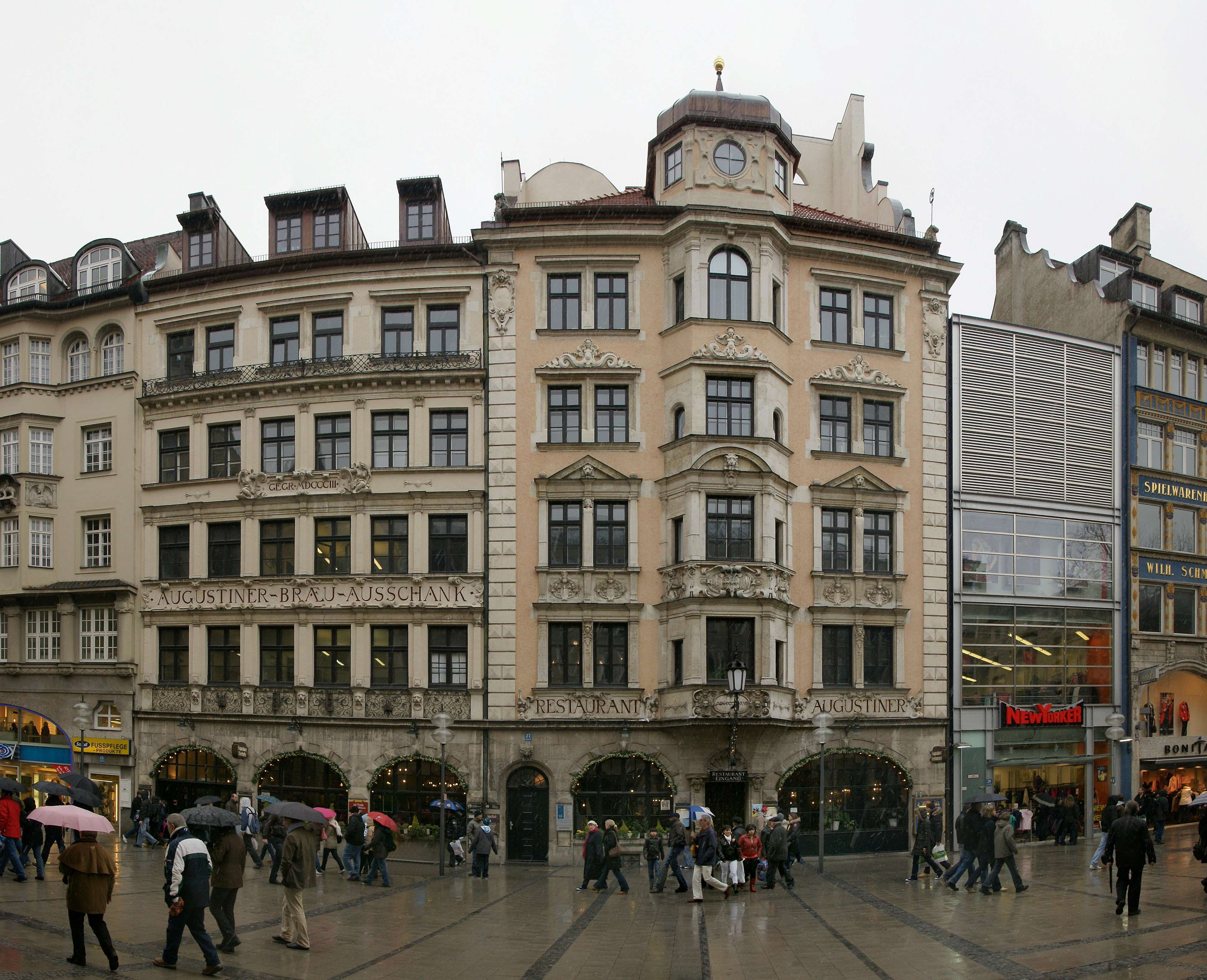
1885 – Augustiner-Bräu, in München, Neuhauser Straße 27, Umgestaltung und Innengestaltung von Emanuel von Seidl
1891 – Café Victoria in München, Ausstattung von Emanuel von Seidl
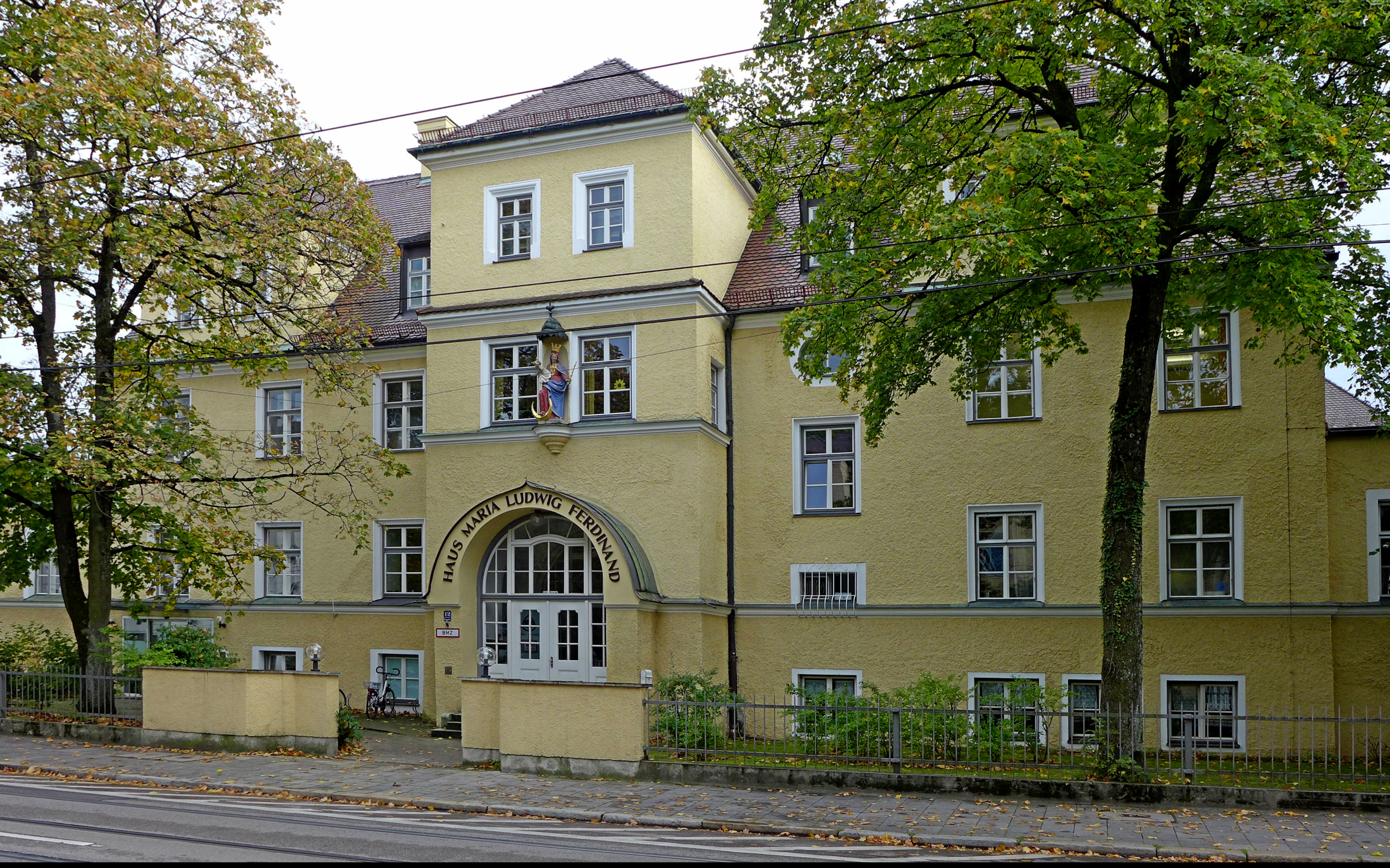
1892 – St. Marien-Ludwig-Ferdinand-Kinderheim, München, Romanstr. 12
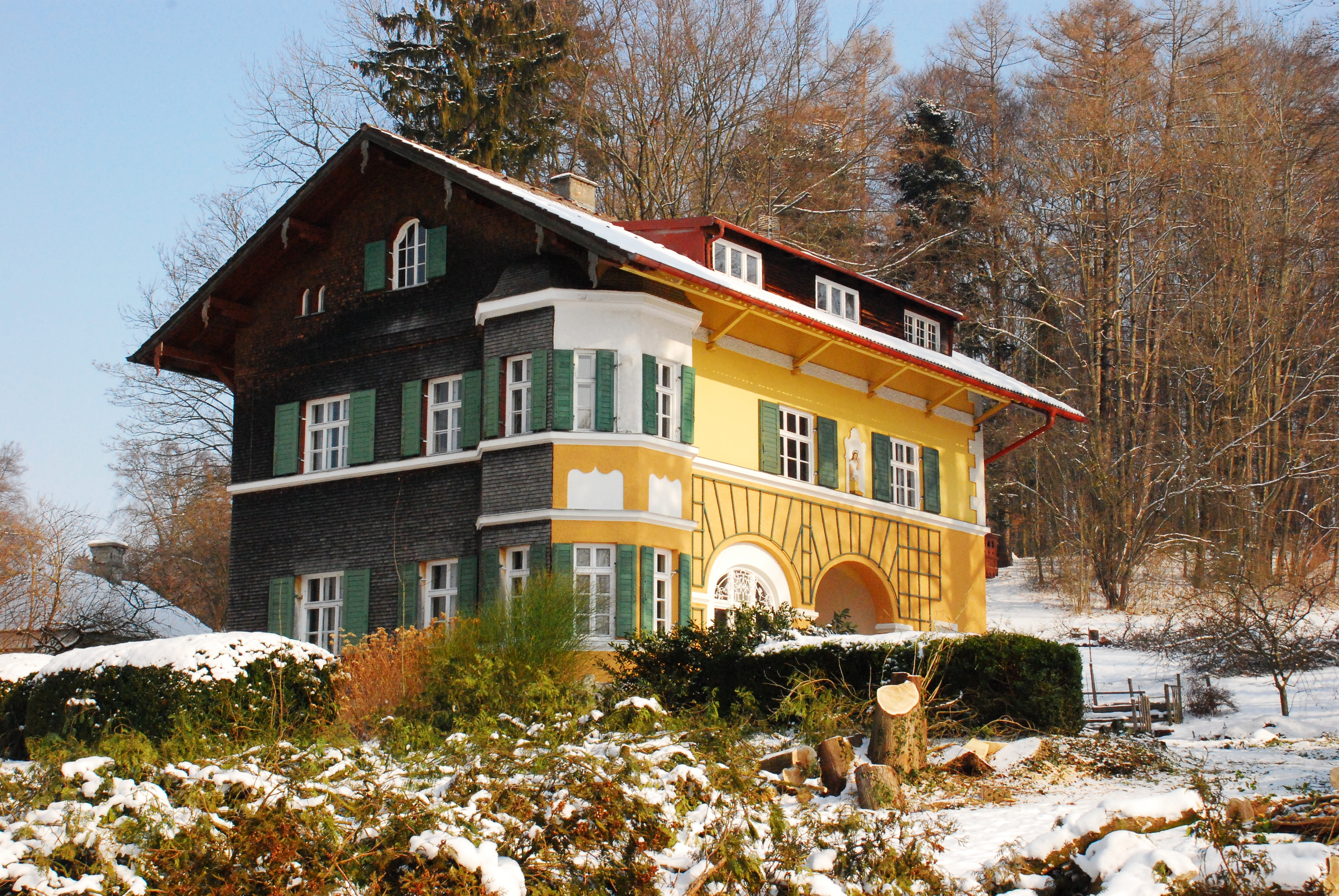
1893 – Landhaus in Ambach, Gemeinde Münsing, Seeuferstraße 3
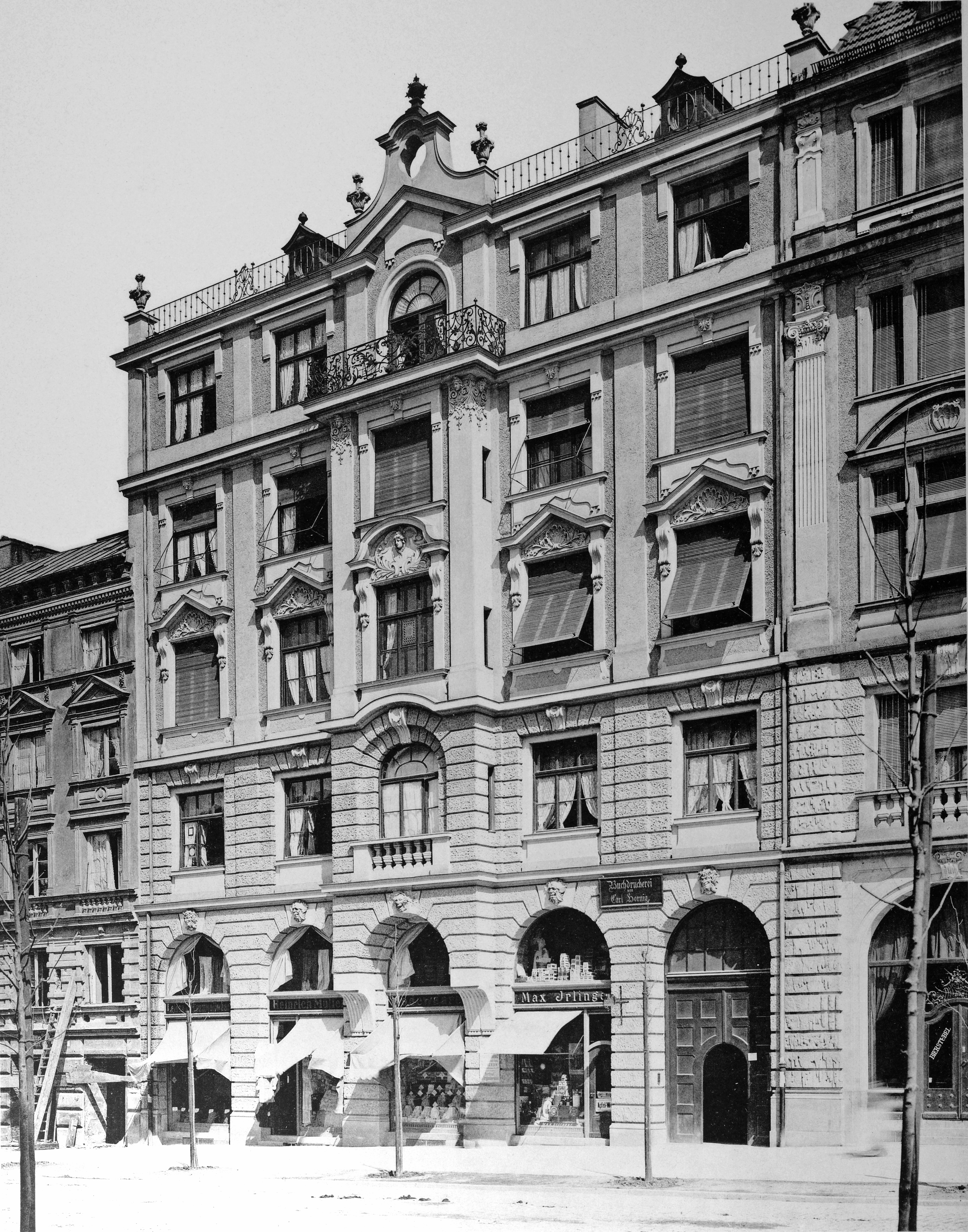
1893 – Wohn-, und Geschäftshaus, München, Zweibrückenstraße 1
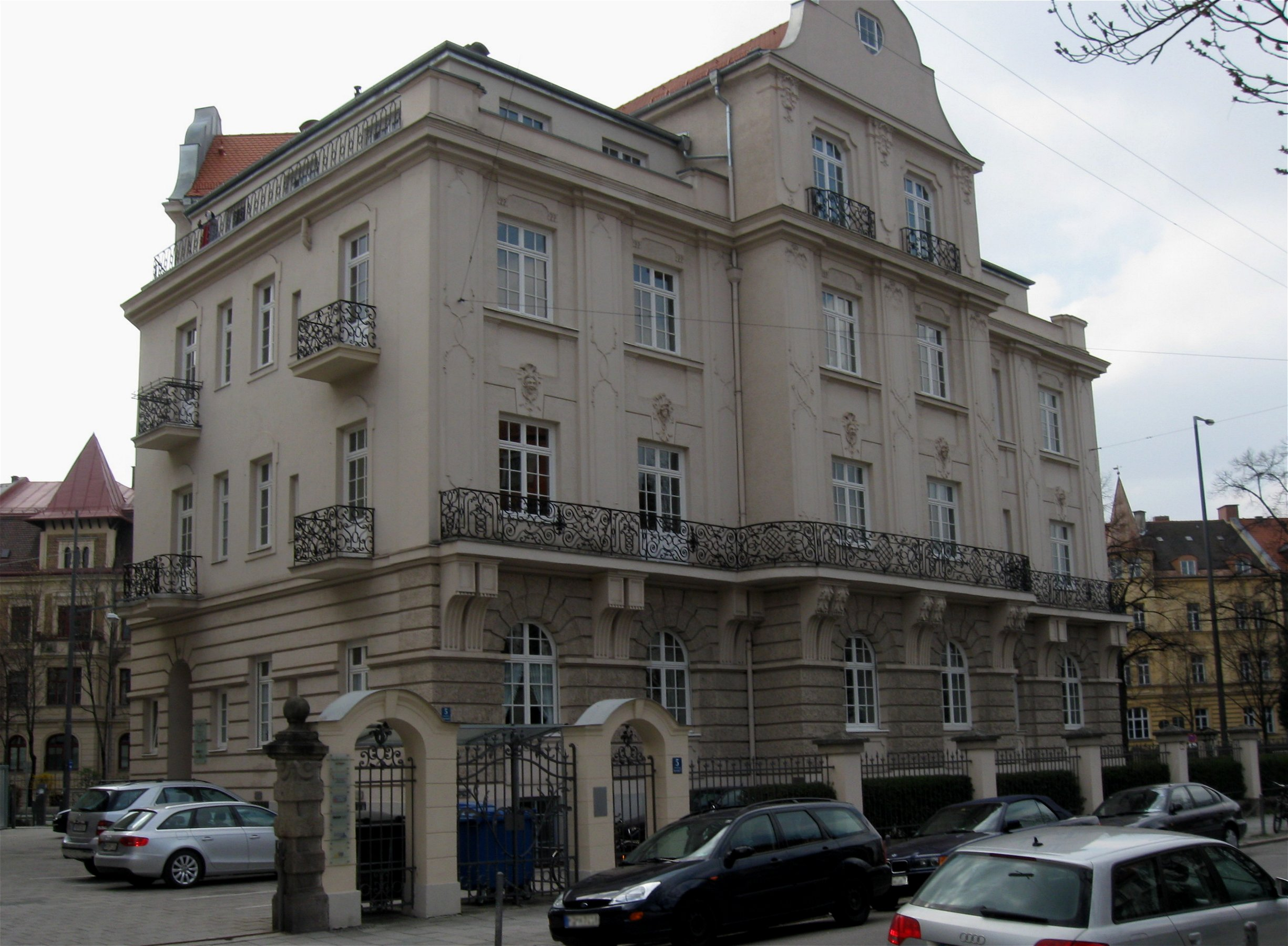
1895 – Mietshaus, München, Kaiser-Ludwig-Platz 5
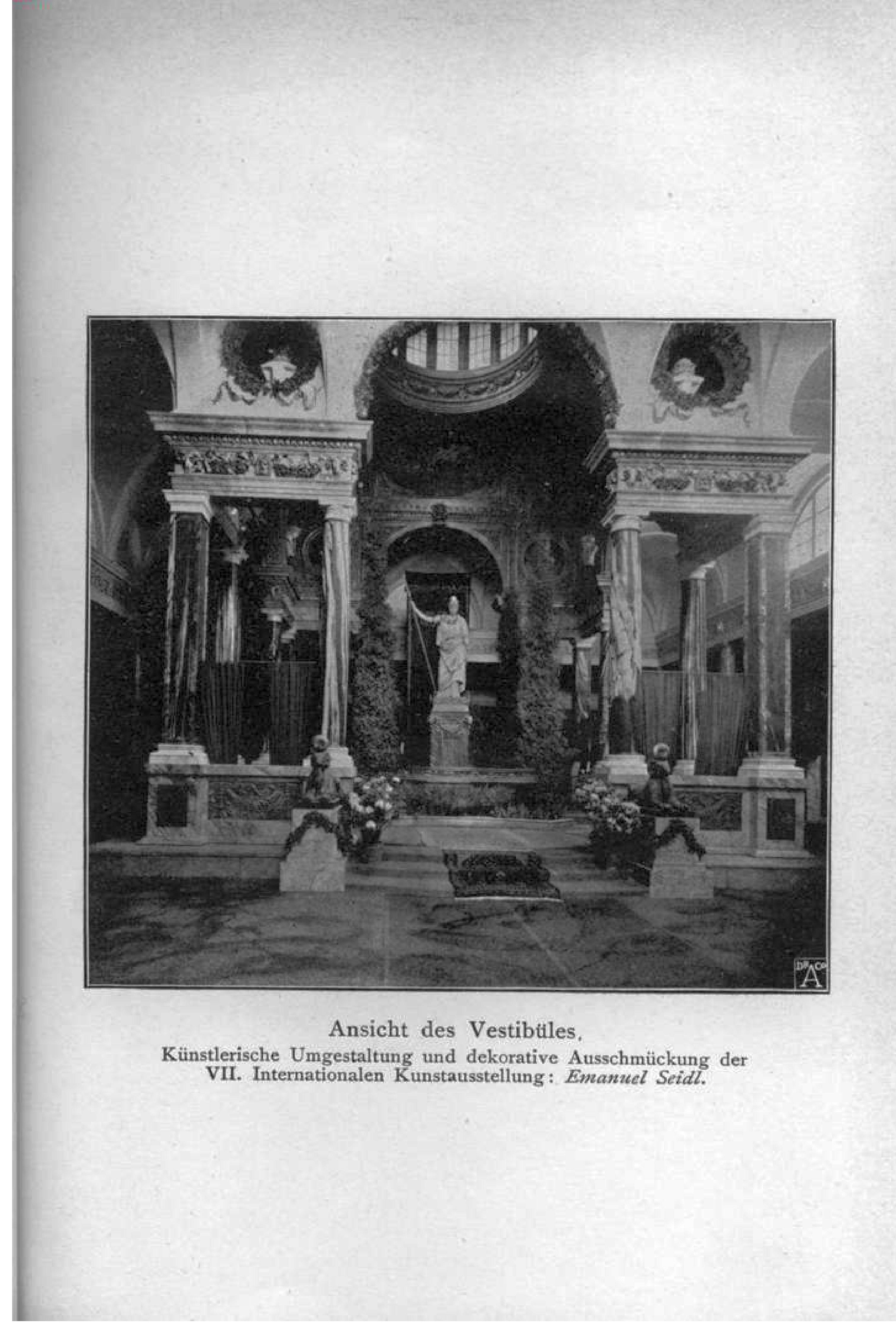
1897 – VII. Internationale Kunstausstellung 1897 im Glaspalast München
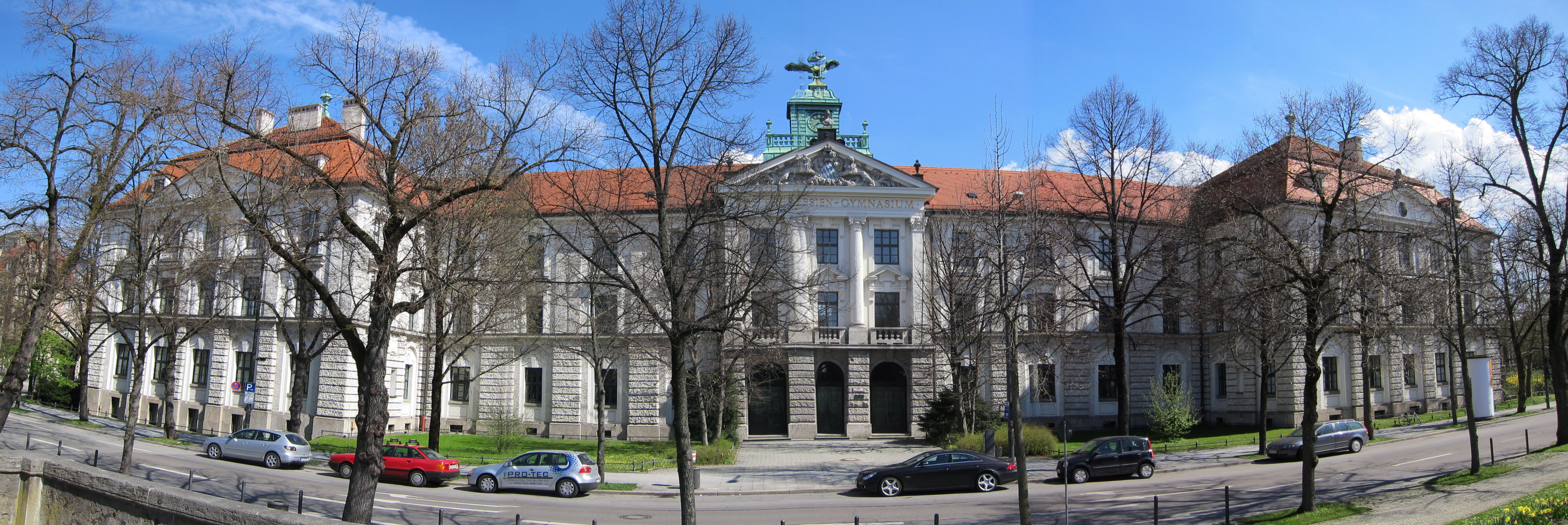
1897 – Theresiengymnasium, von Benno Grünewald, Fassadengestaltung von Emanuel von Seidl, München, Kaiser-Ludwig-Platz 3
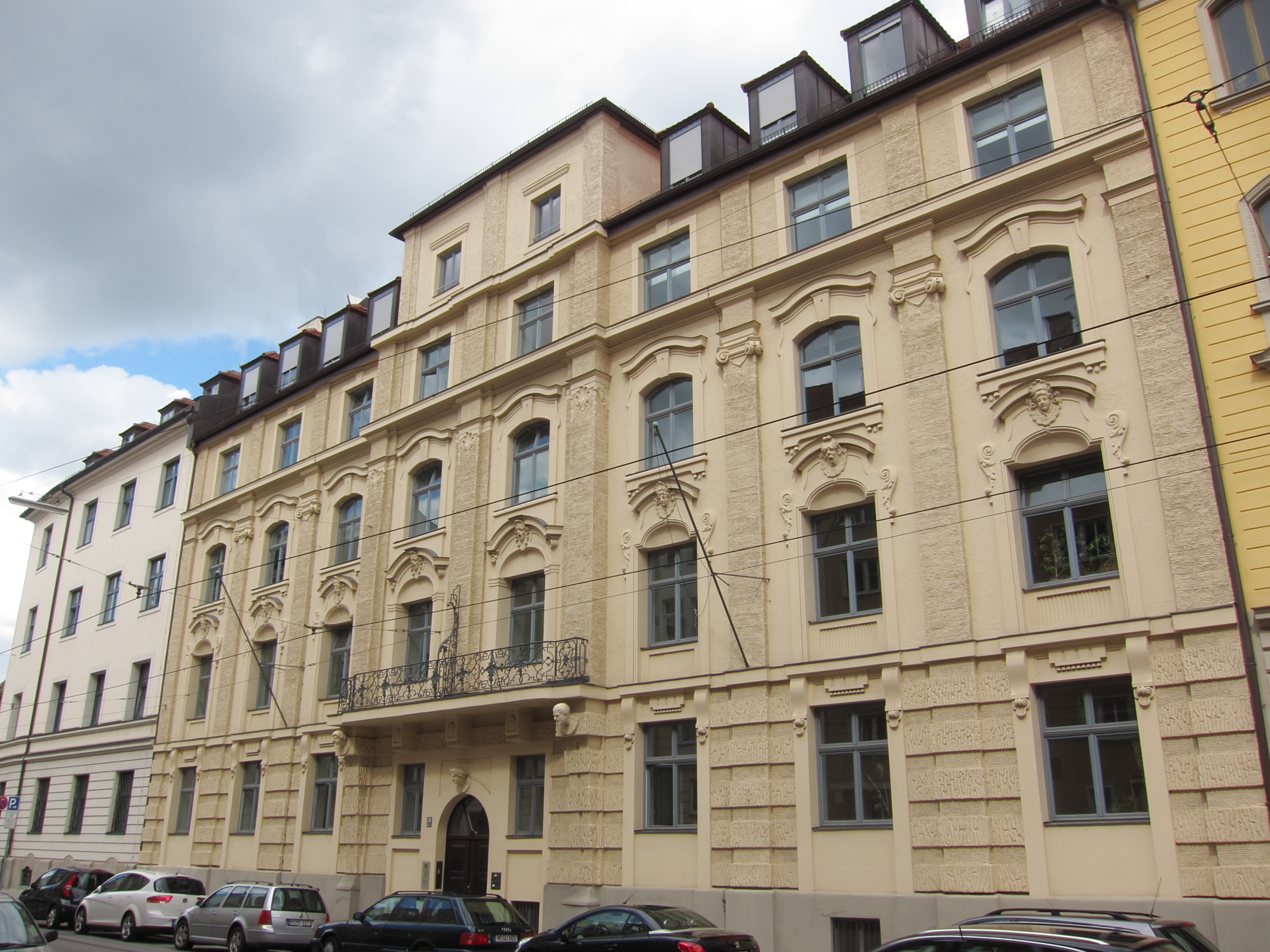
1897 – Mietshaus, München, Wagmüllerstraße 20
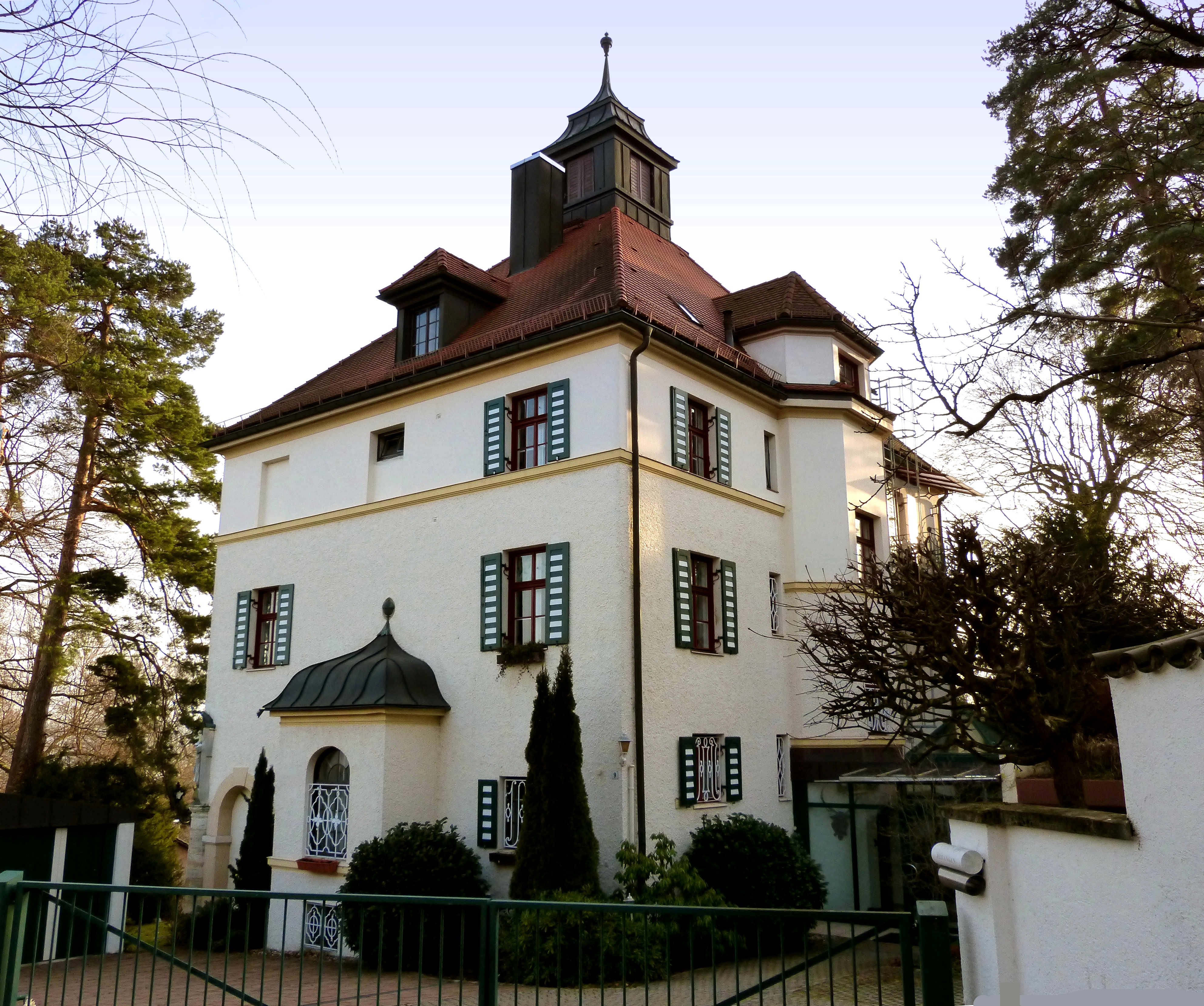
1897 – Villa Mayer für Franz Mayer Besitzer der „Franz Mayer’schen Hofkunstanstalt“, Starnberg, Josef-Fischhaber-Straße 9
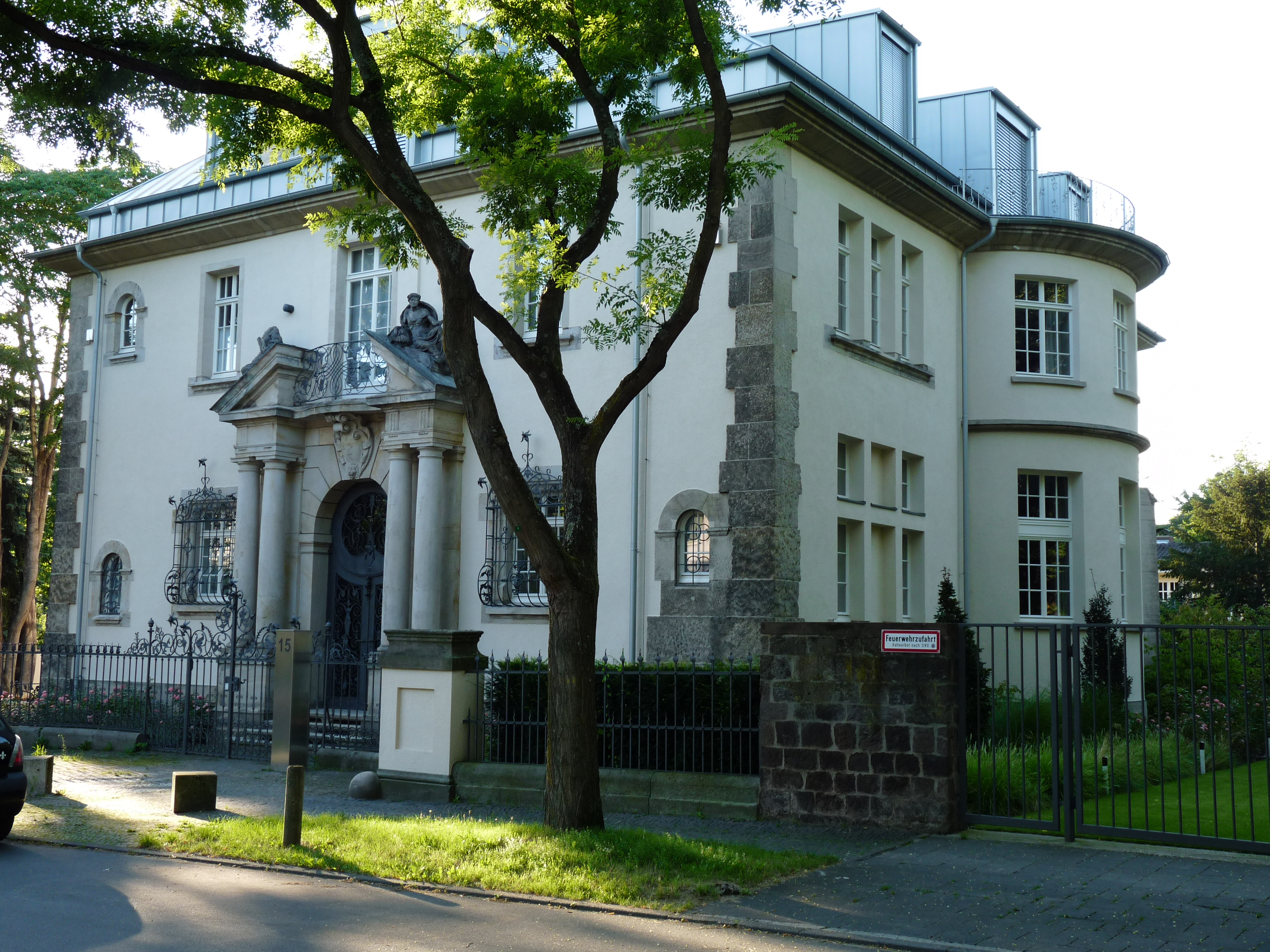
1898 – Ehemalige Villa Merck Darmstadt,  Annastraße
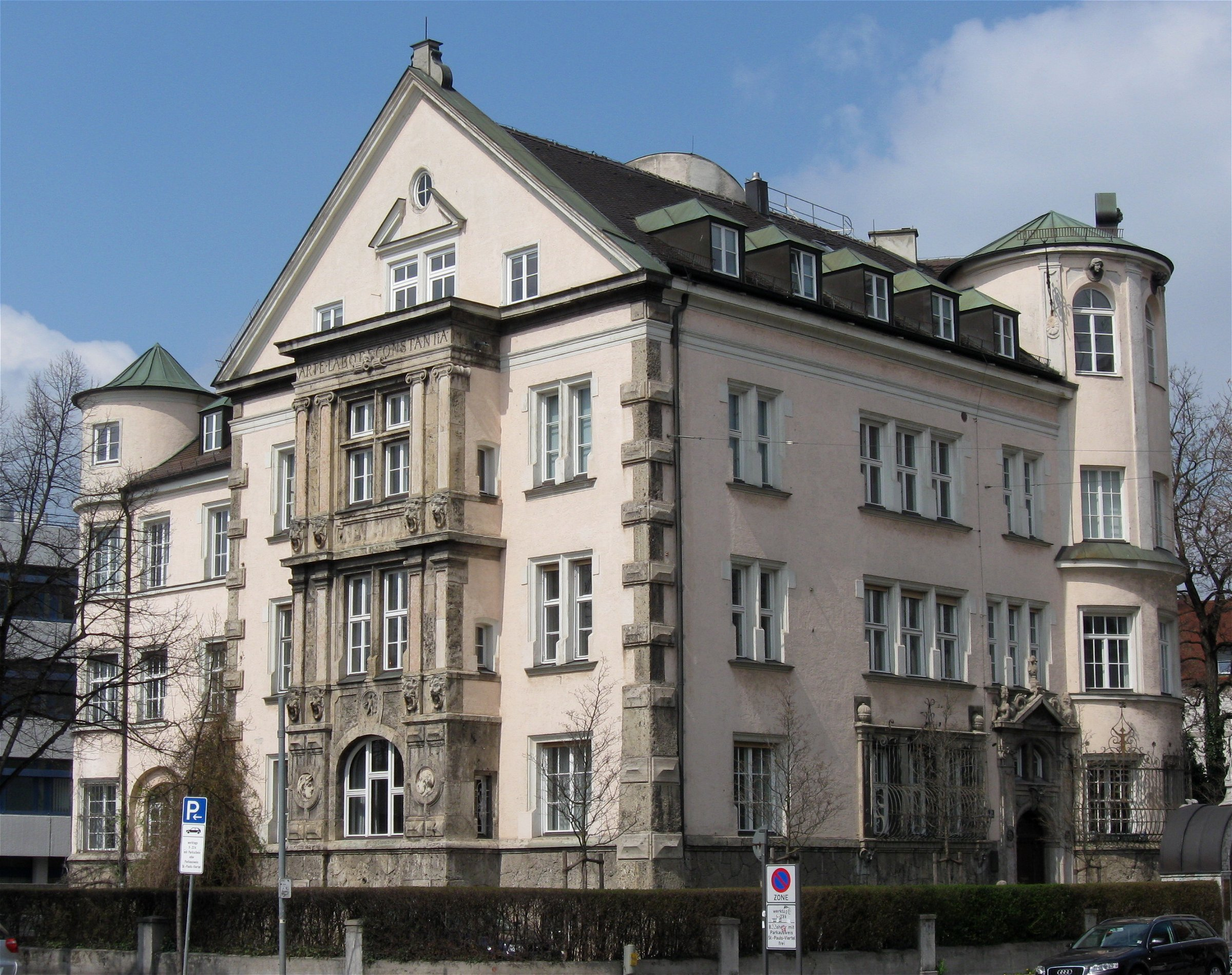
1898 – Emanuel von Seidls Wohnhaus, München, Bavariaring 10
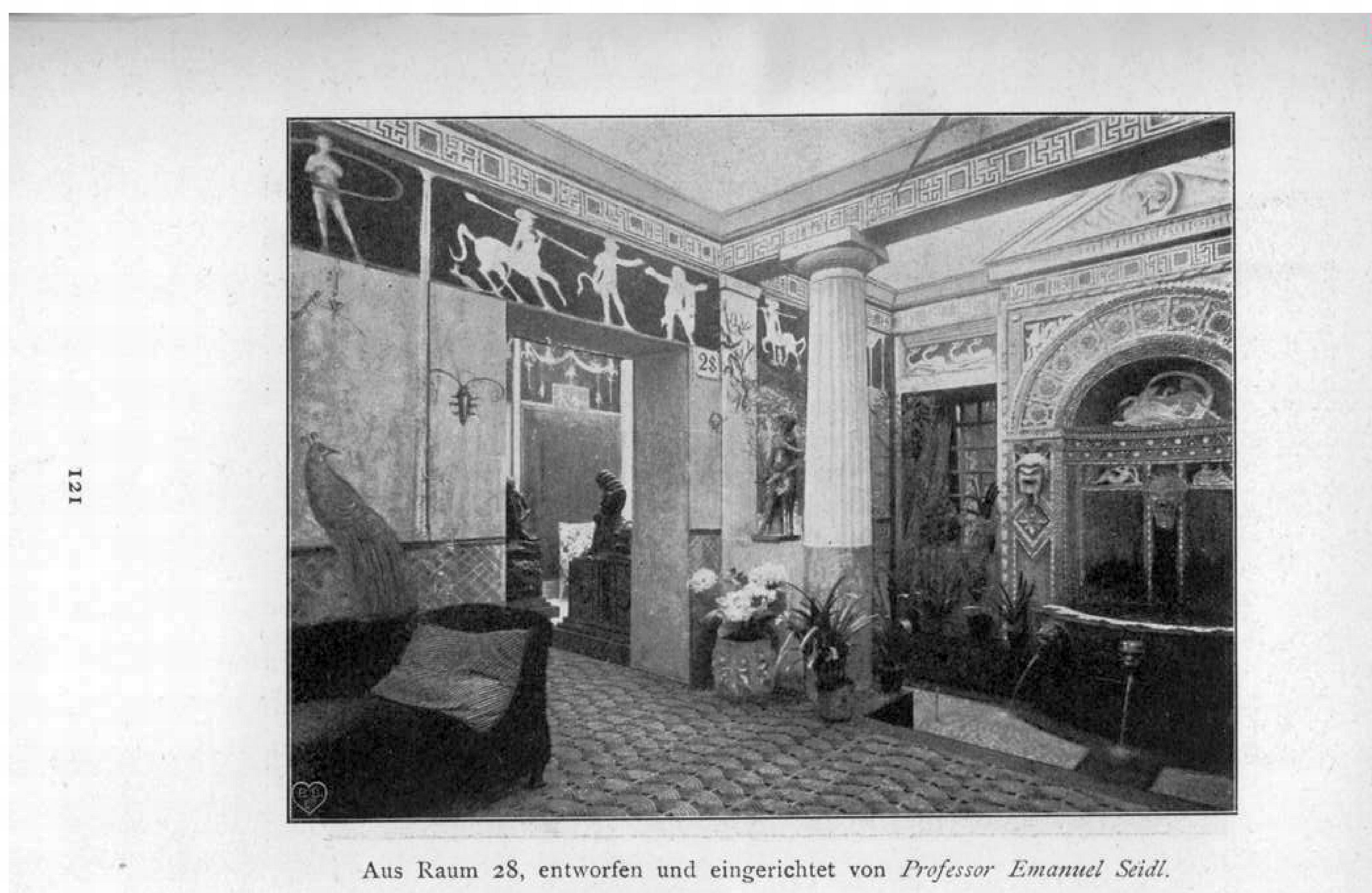
1899 – Glaspalast München, Raum 28, entworfen und eingerichtet von Emanuel Seidl
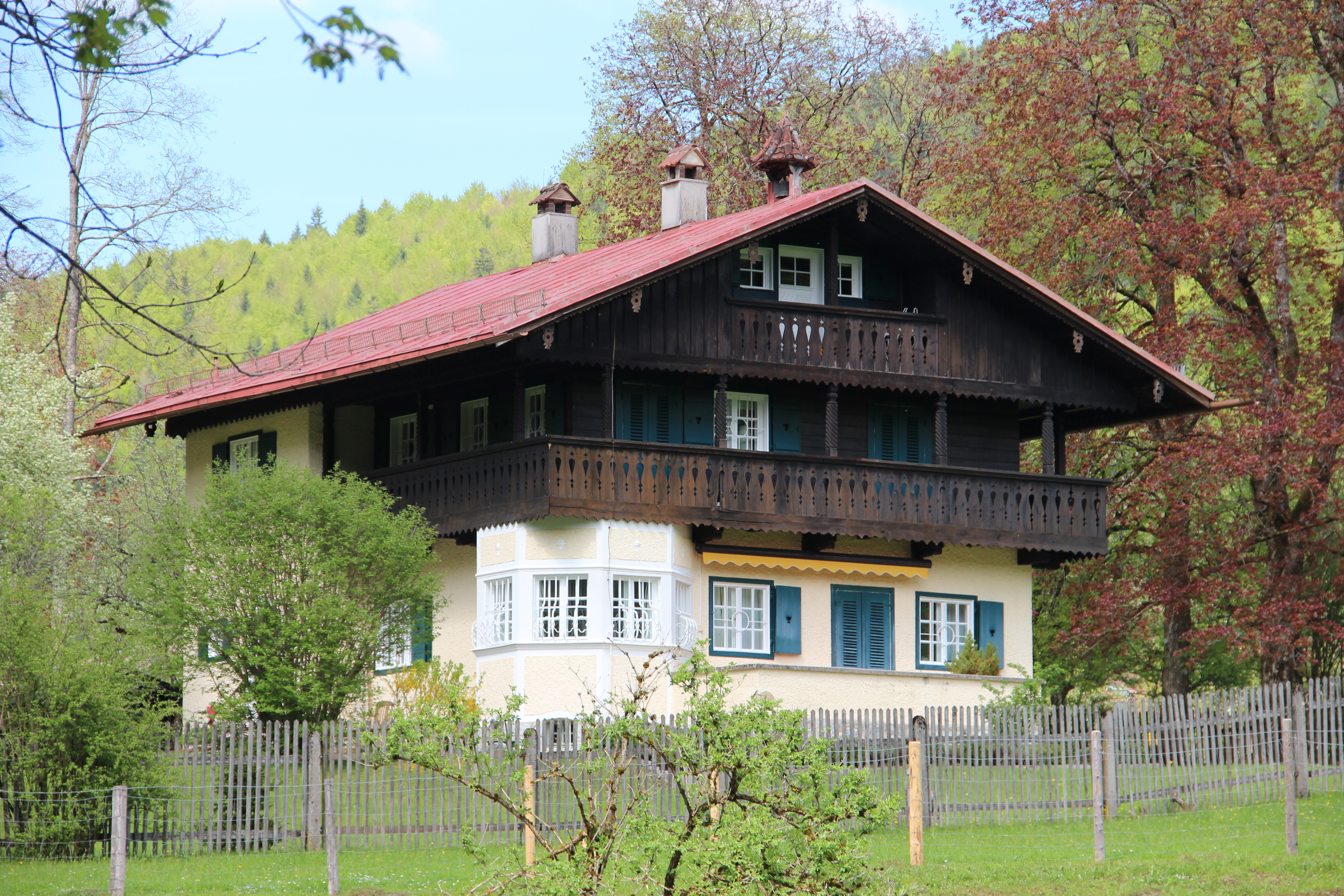
1900 – Landhaus Lippart mit Parkanlage in Kreuth, Jacklweg 8
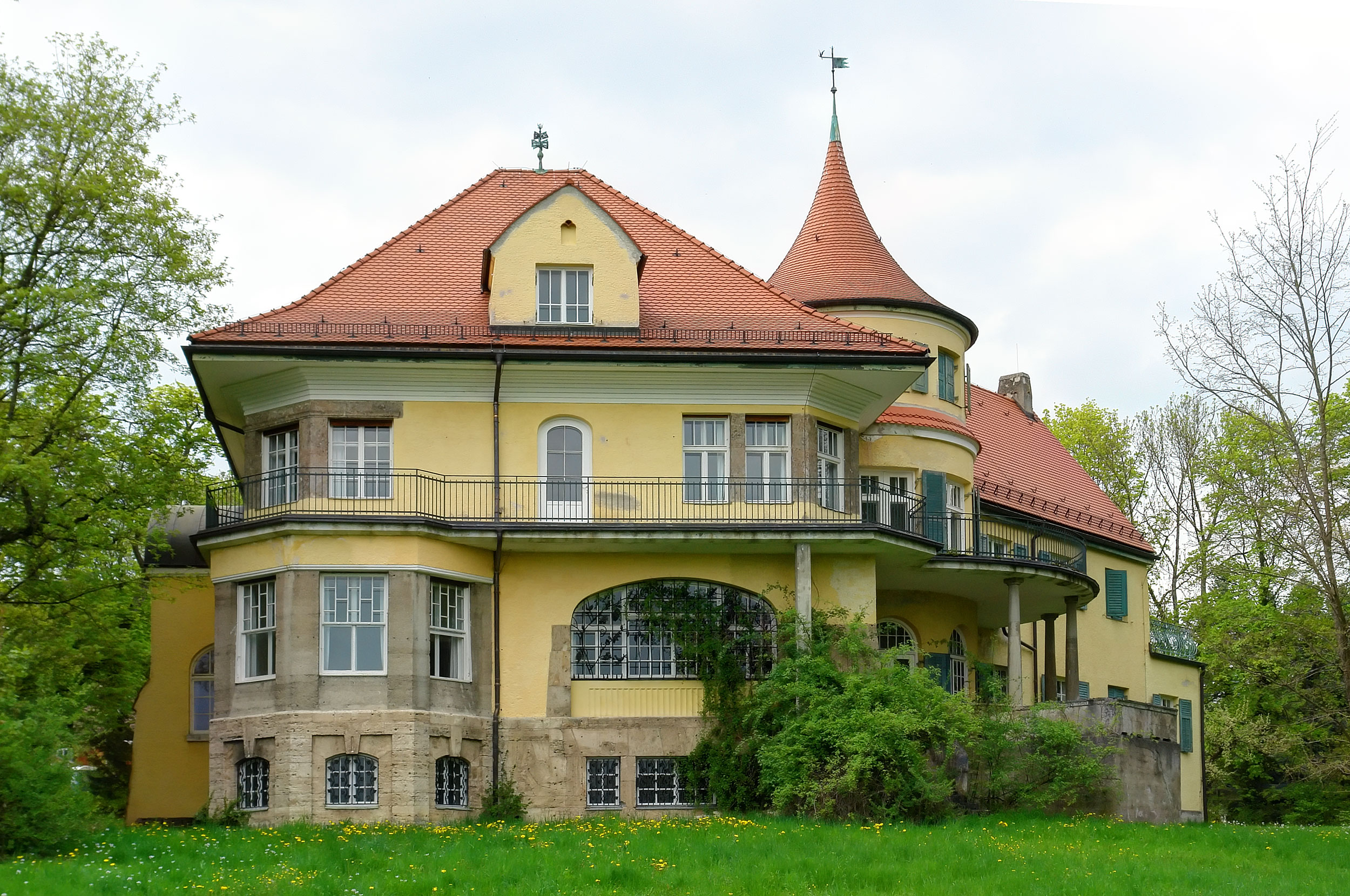
1901 – Villa Maffei, Feldafing, Seestraße 4
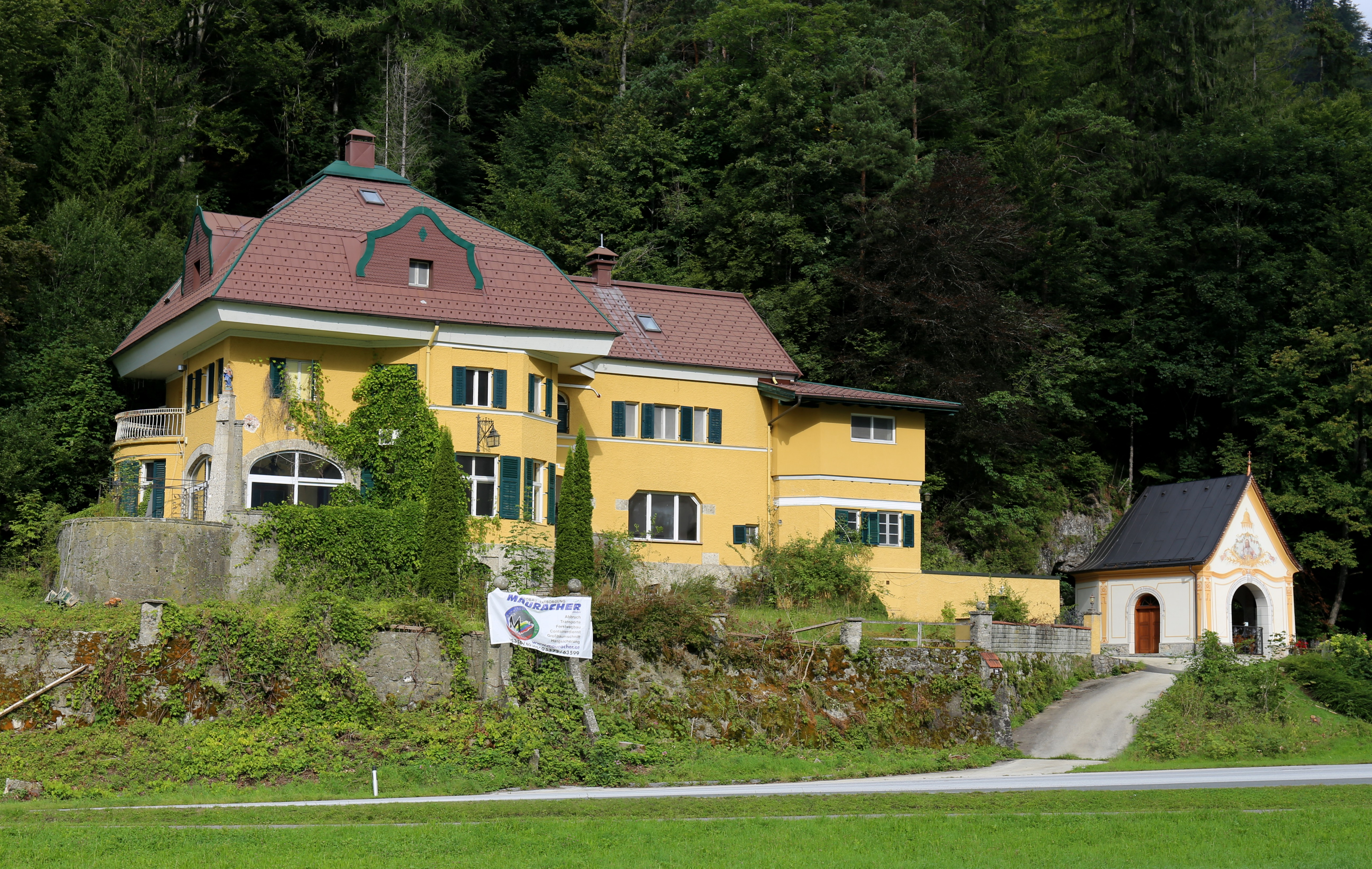
1901 – Villa mit Ölbergkapelle in Walchsee, Dorfstraße 26
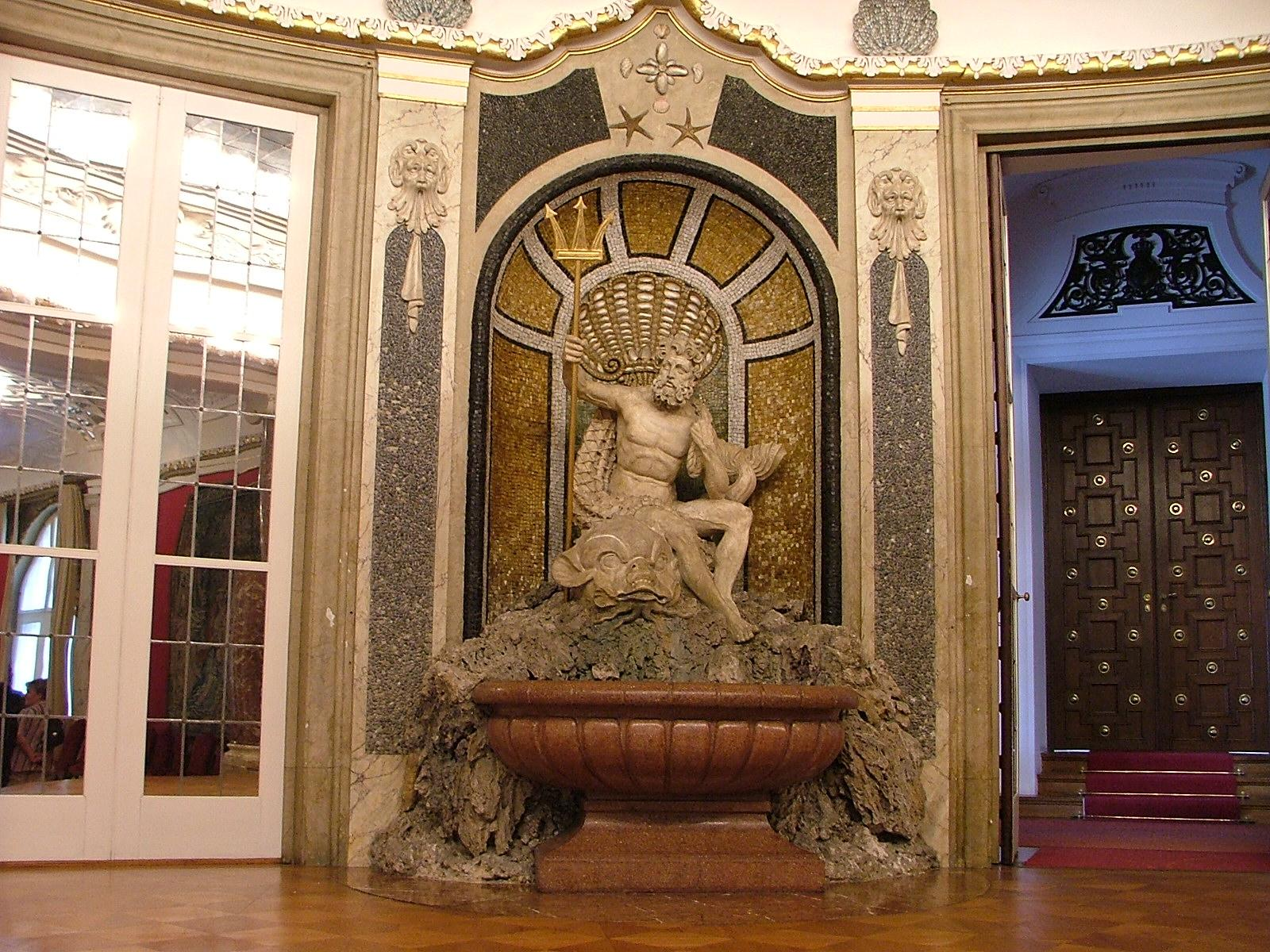
1902 – Neptun-Brunnen im Schloss Sigmaringen
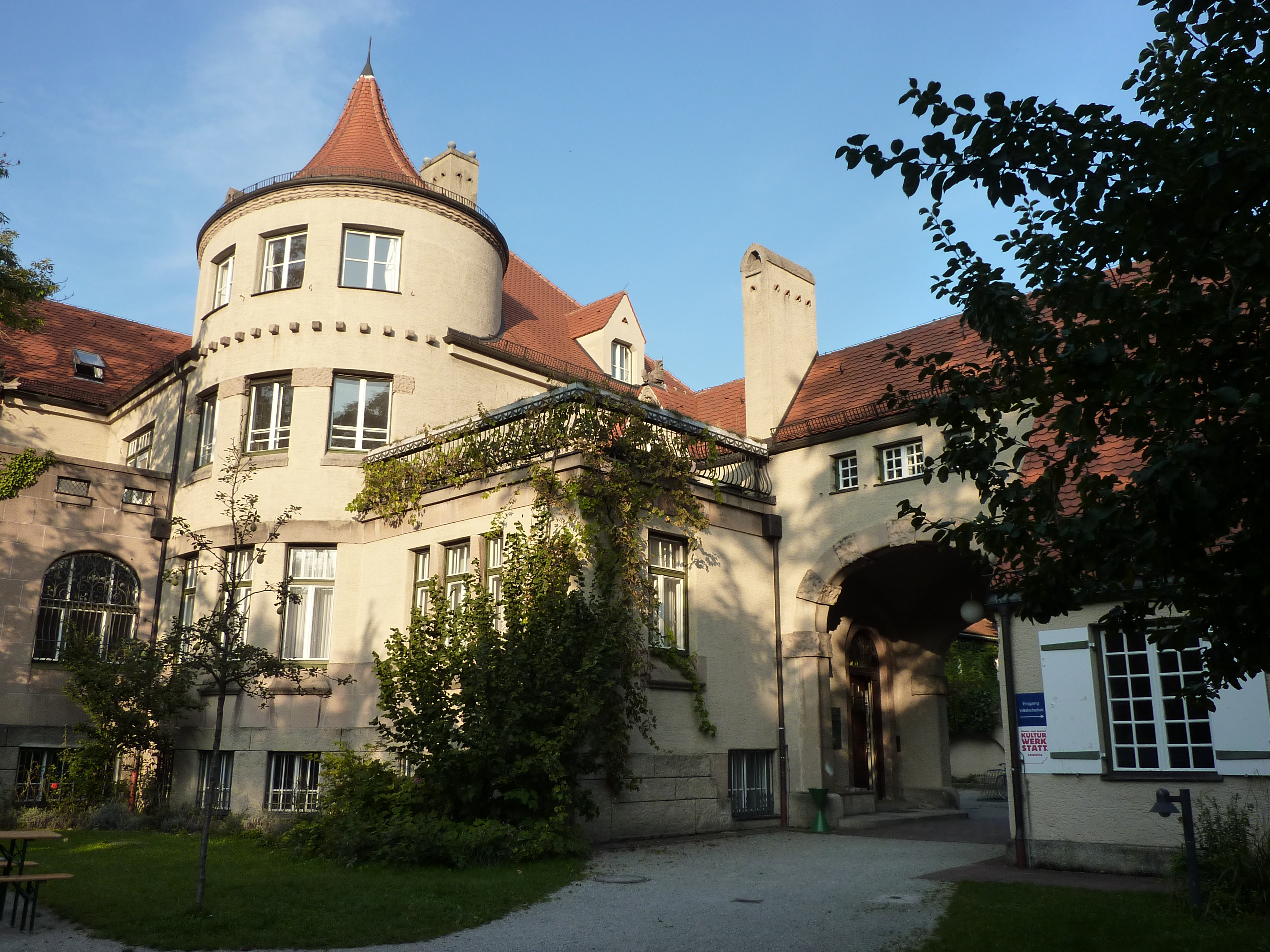
1905 – Villa Lautenbacher (Seidlvilla) München-Schwabing, Nikolaiplatz 1 b
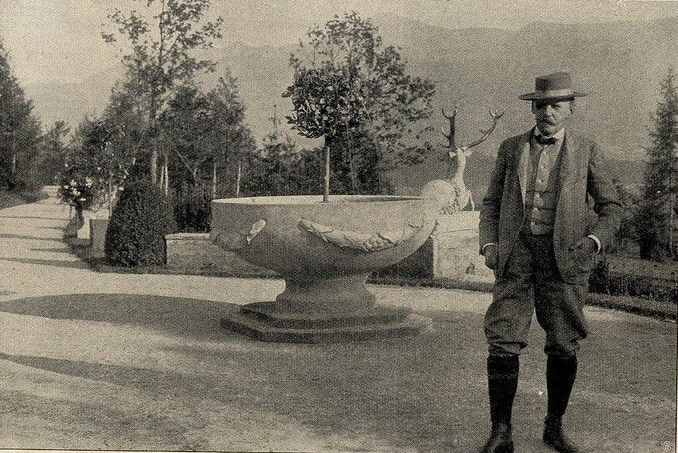
1906 – Emanuel Seidl mit Brunnen im Park seiner Villa in Murnau
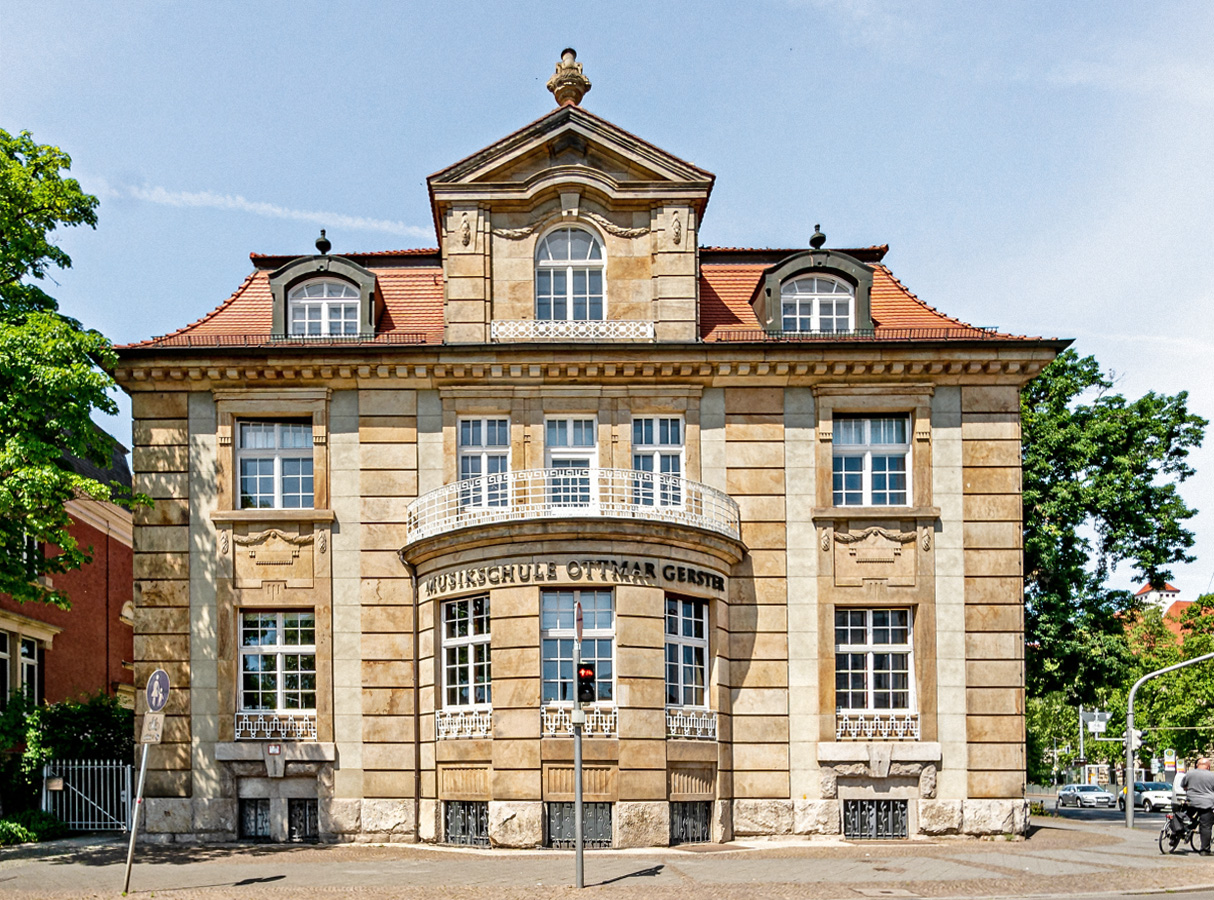
1907 – Villa Nauhardt, Leipzig, Karl-Tauchnitz-Straße 2
1907 – Hubertusapotheke, ehemalige Apotheke in München-Solln (heute Kunstgalerie), Diefenbachstr. 2
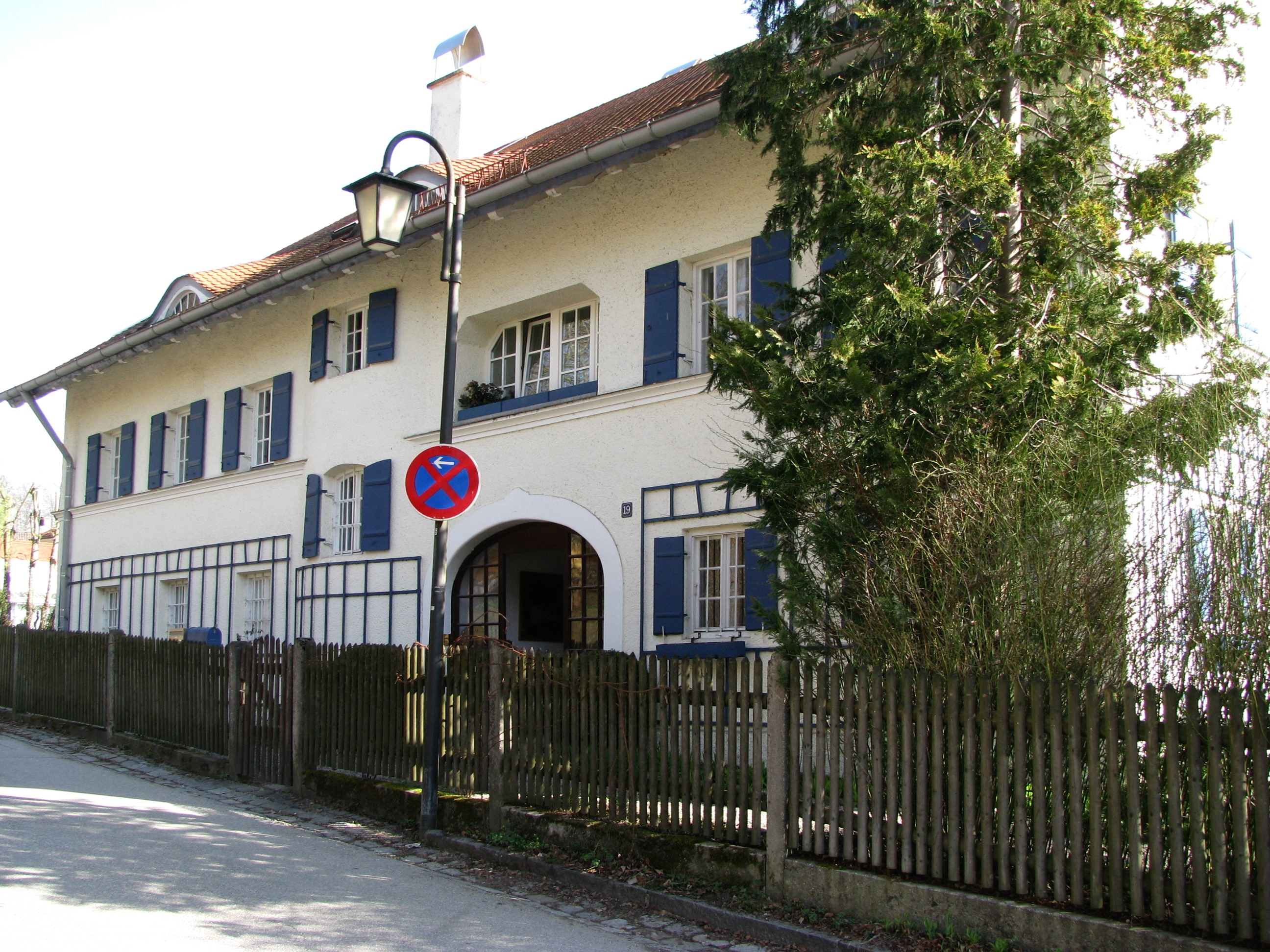
1908 – Hofgut Leutstetten, Leutstetten, Wangener Straße 19
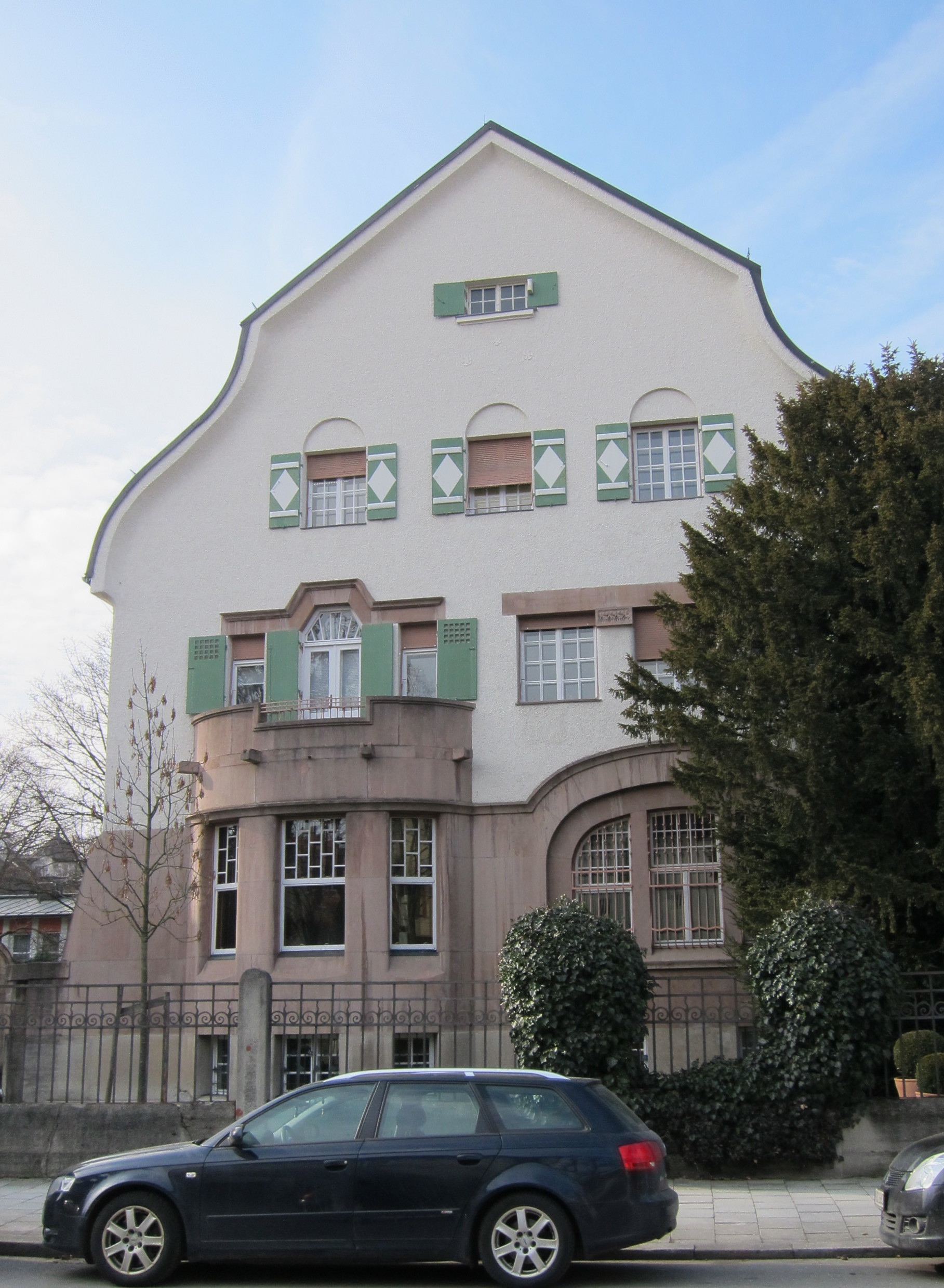
1908 – Jugendstil-Villa mit Turm, München, Möhlstr. 23
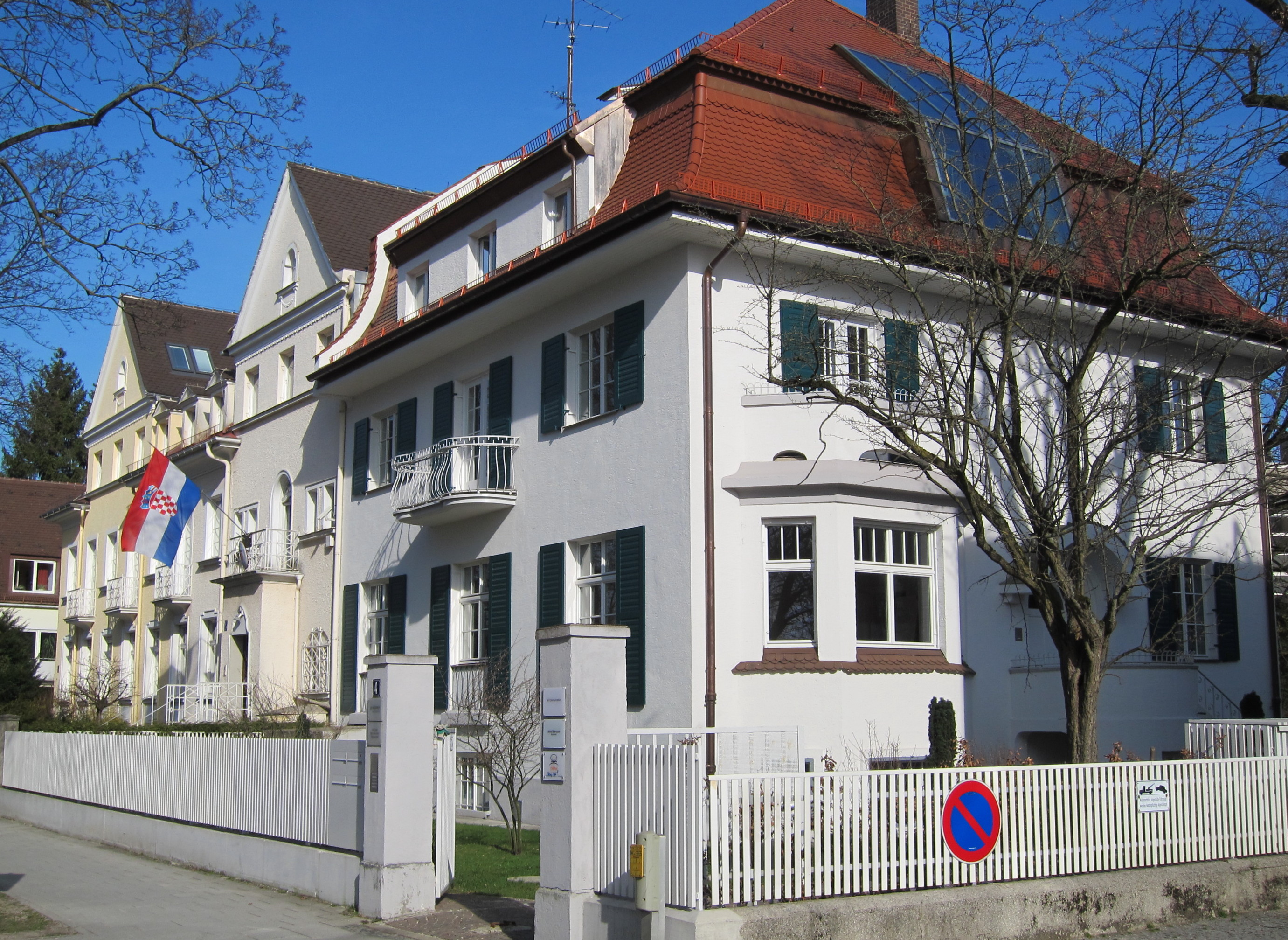
1908 – Villas im Block in Oberföhring, München, Oberföhringer Str. 4, 6, 8, von Lorenz Krieg, Fassadengestaltung von Emanuel von Seidl
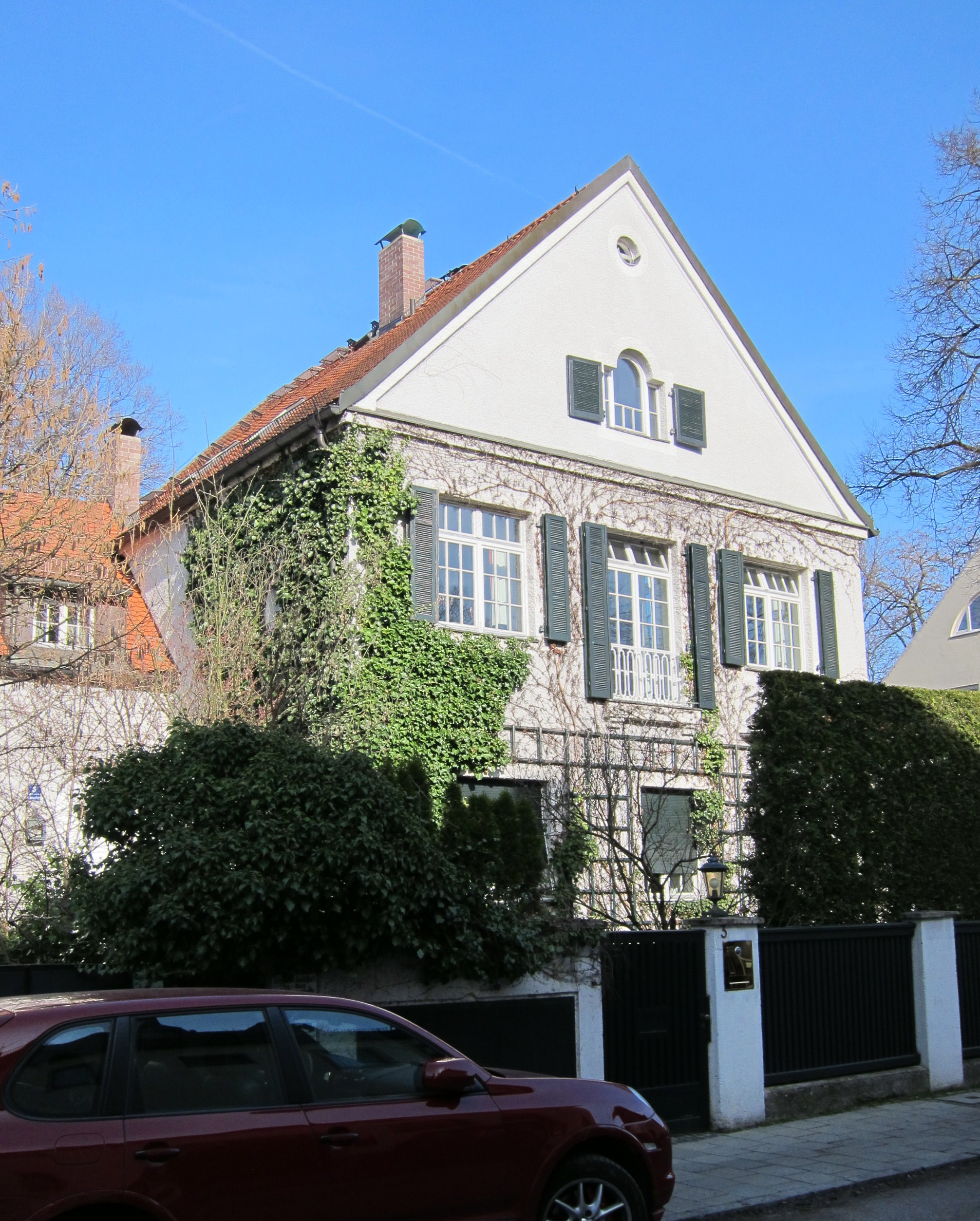
1909 – Villa in Oberföhring, München, Menzelstraße 3
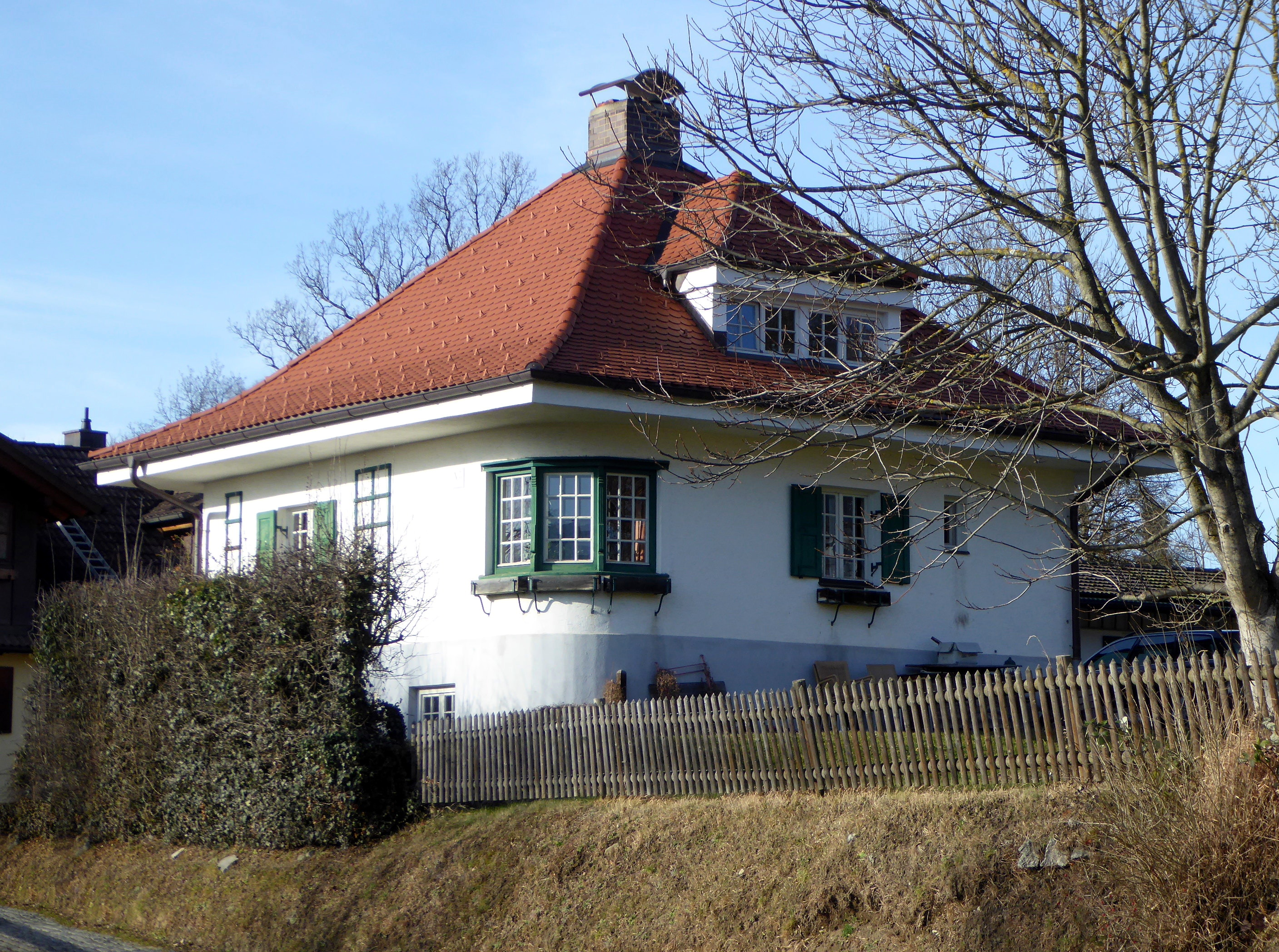
1909 – Bahnwärterhaus, Murnau, Hechendorfer Str. 5
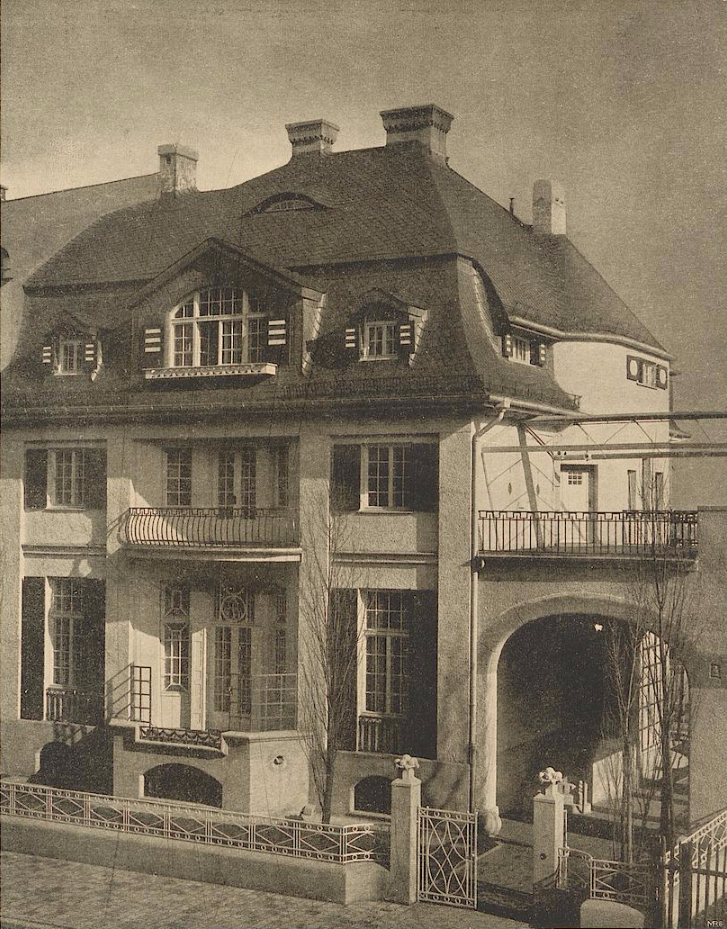
1910 – Brakls Kunsthaus (Wohnhaus und Galerie), Jugendstil, 1909–10, München, Lessingstraße 2
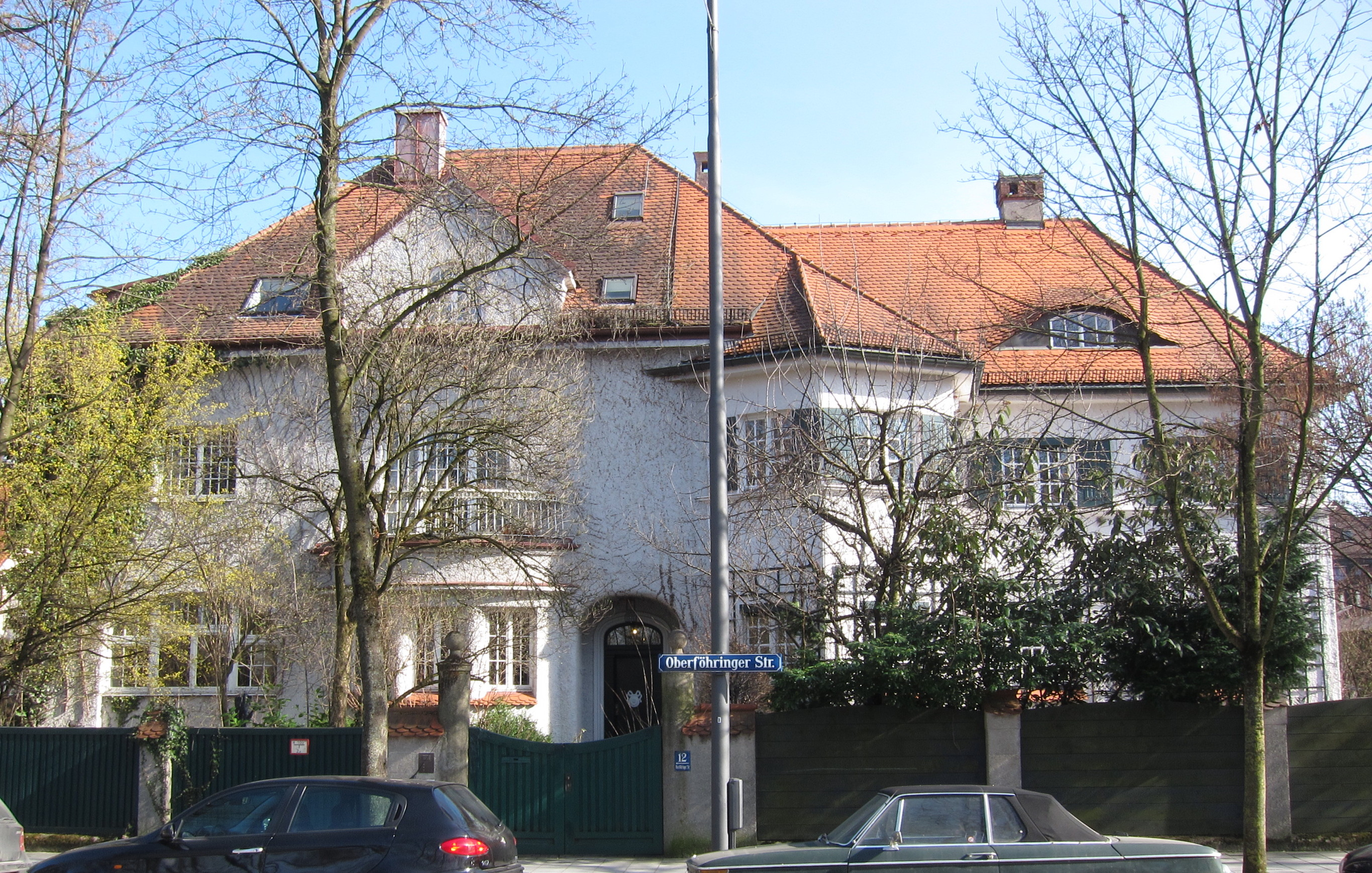
1910 – Villa in Oberföhring, München, Oberföhringer Straße 12
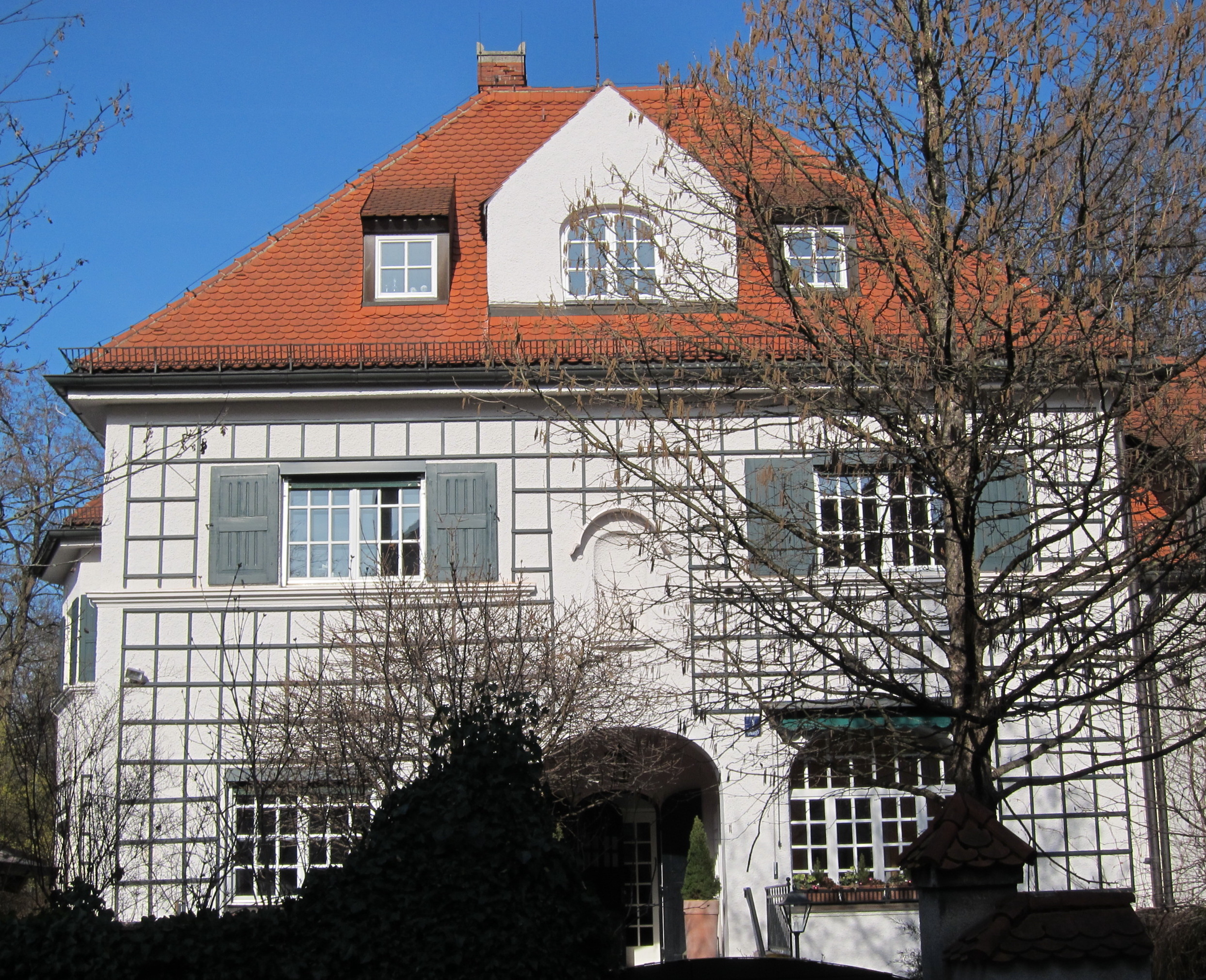
1910 – Villa in Oberföhring, München, Menzelstraße 1
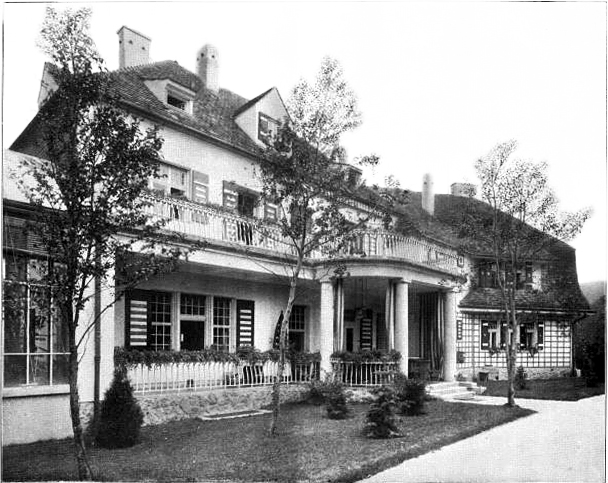
1911 – Gaaden, Niederösterreich, Jagdschloss Karl von Skoda
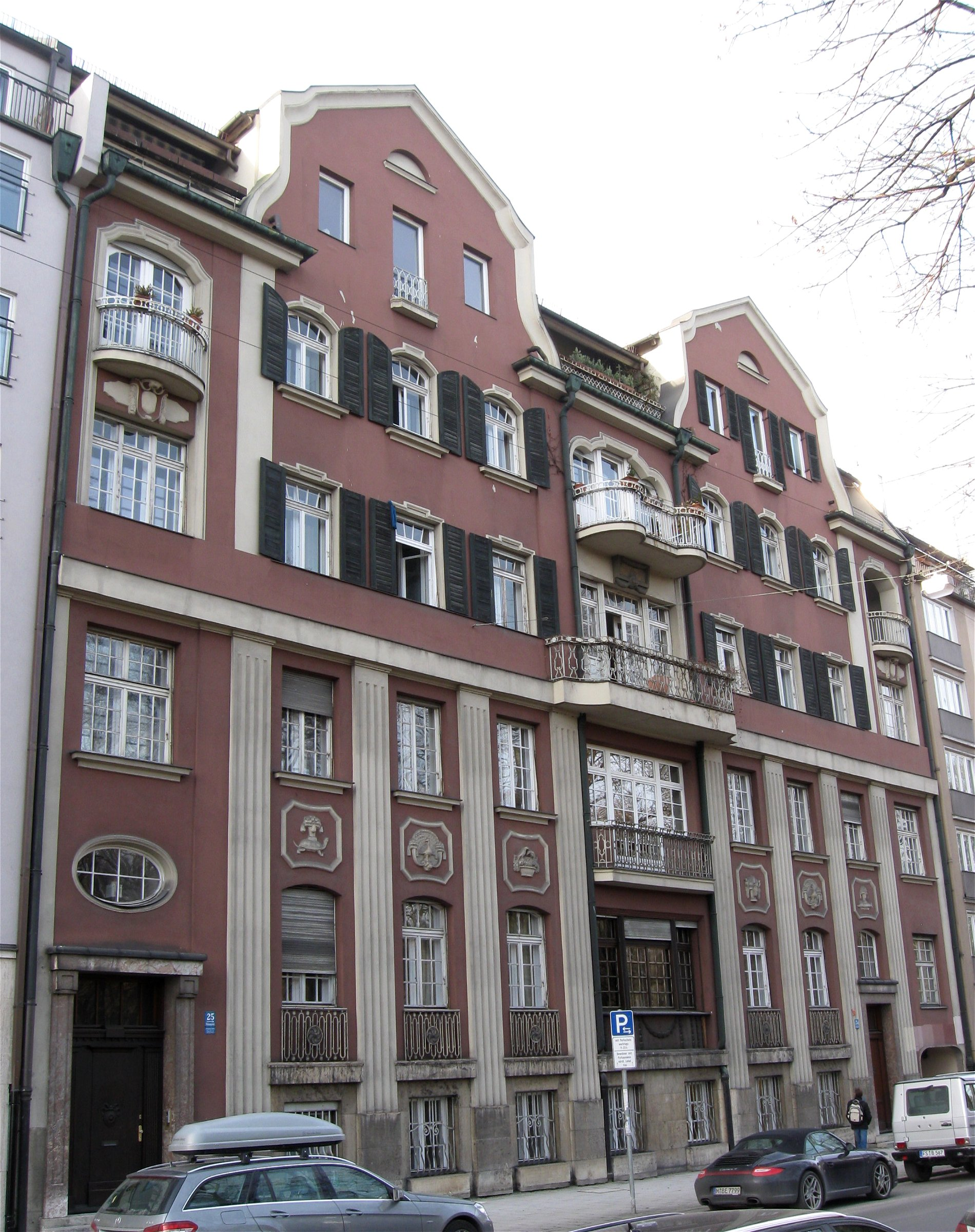
1911 – Doppel-Wohnhaus im klassizistischer Jugendstil, München, Widenmayerstraße 25/25a
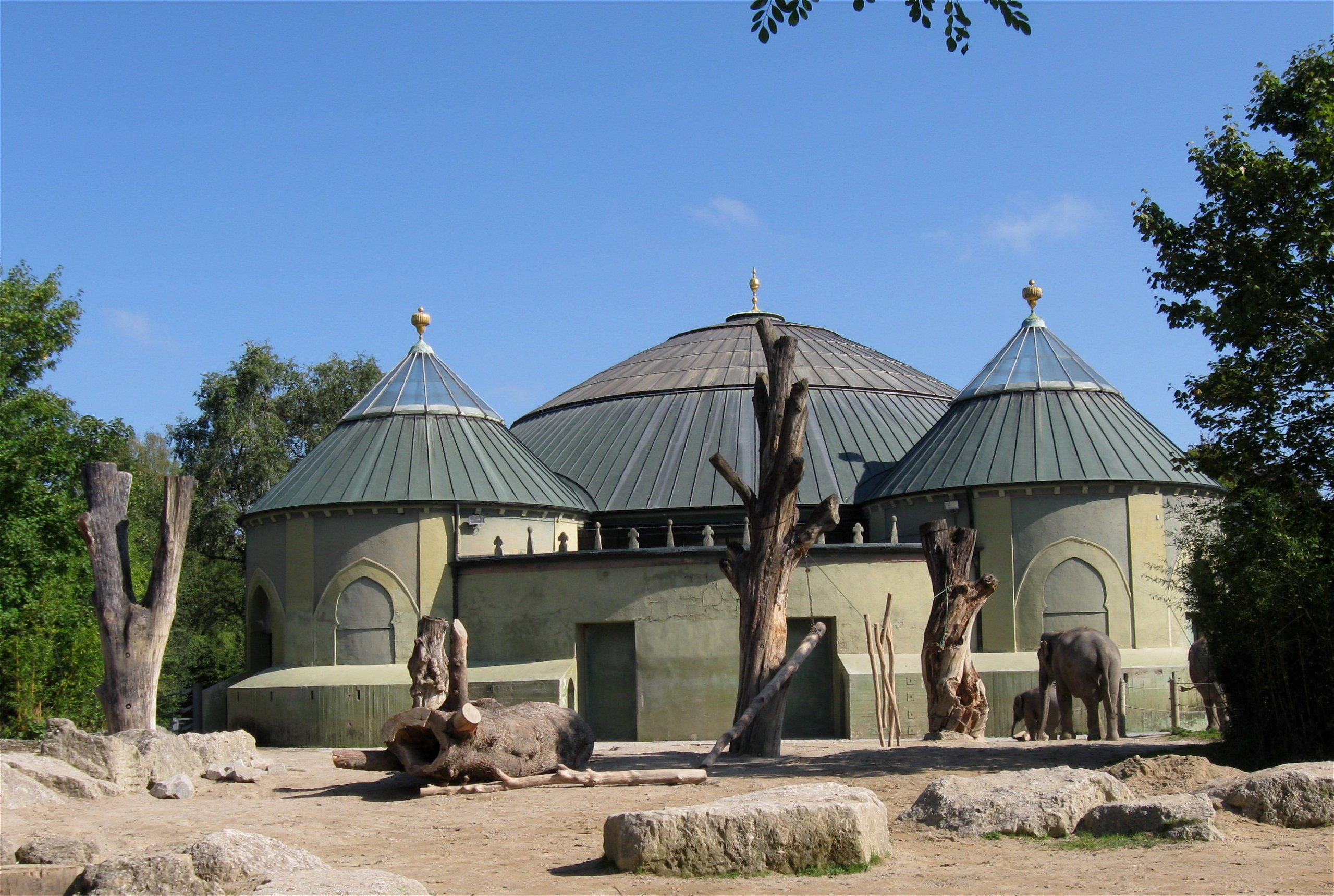
1911 – Elefantenhaus im Tierpark Hellabrunn, München
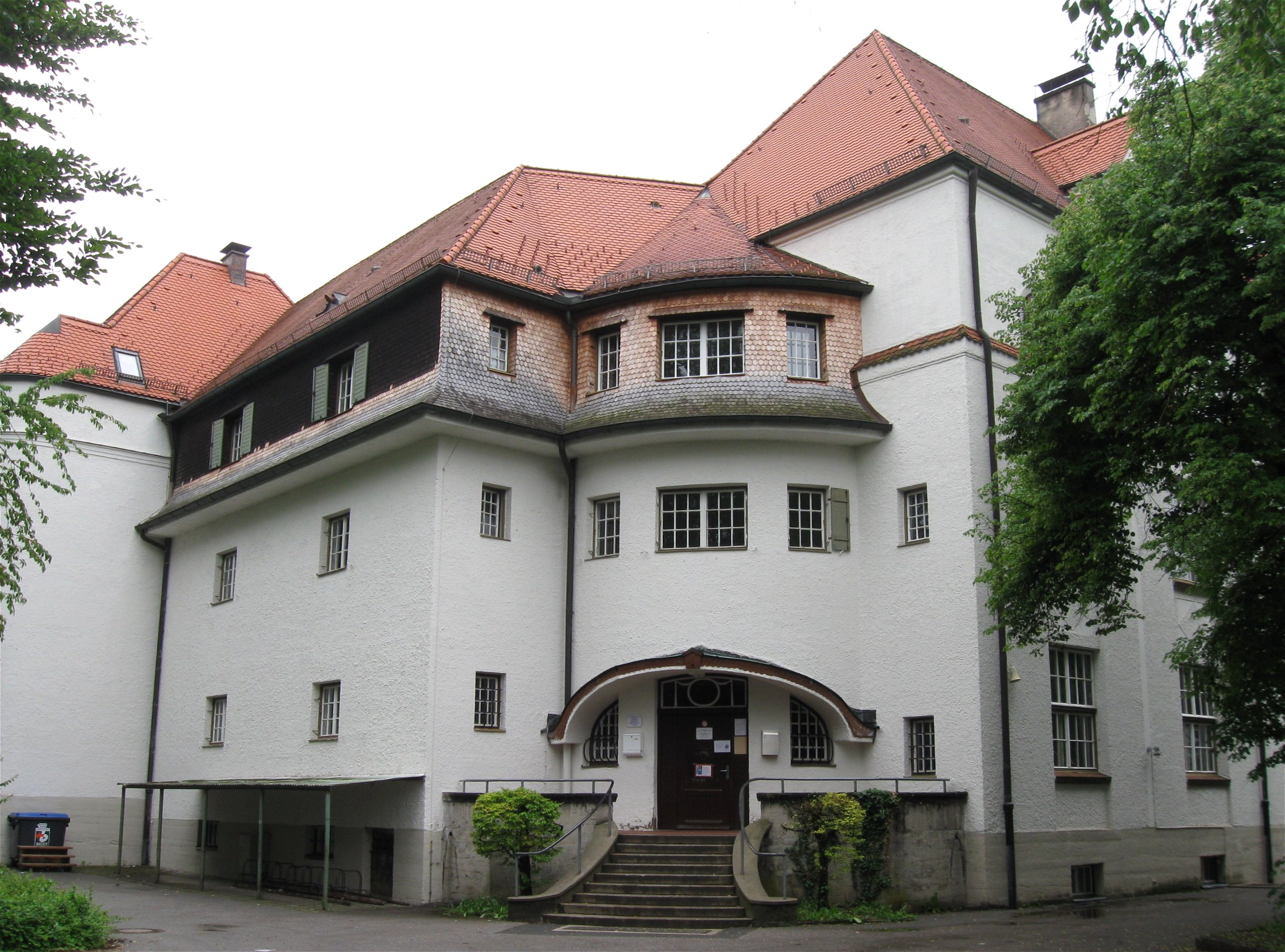
1911 – Mädchenschule, ehem. Mädchenschule der Armen Schulschwestern, Murnau, Mayr-Graz-Weg 14
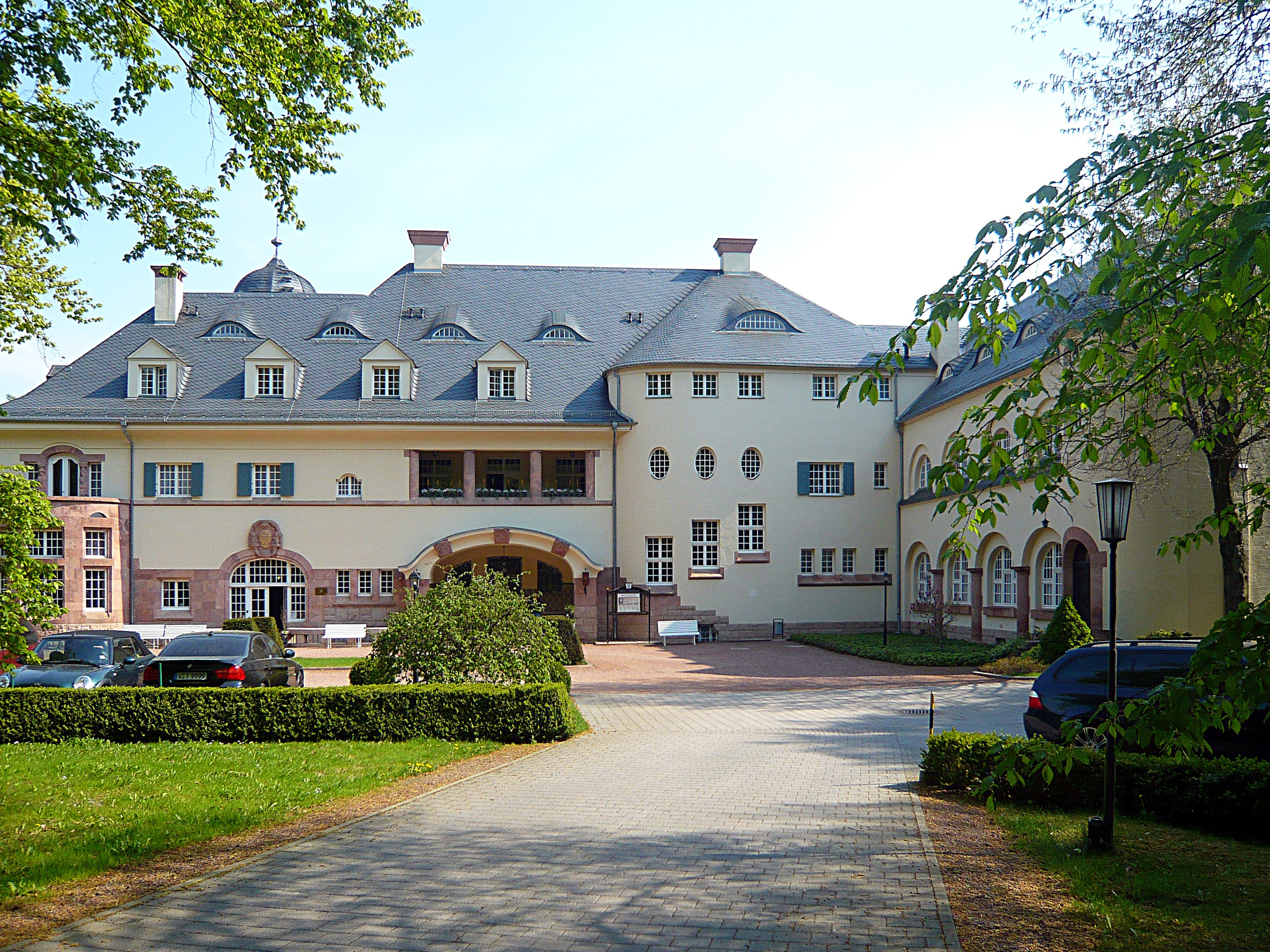
1911 – Schloss Wolfsbrunn, Hartenstein, Landkreis Zwickau, Sachsen
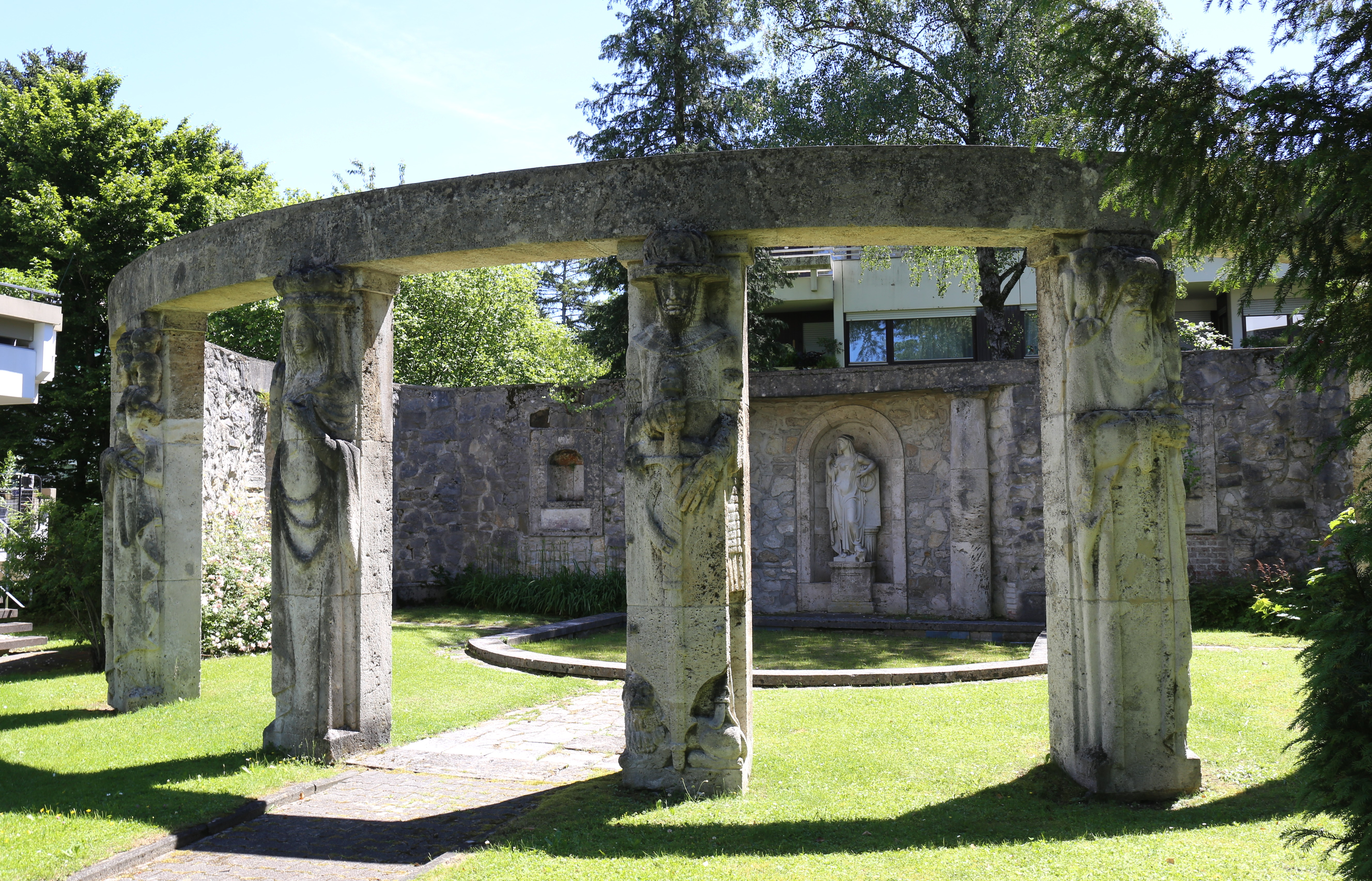
1920 – Gedächtnisstätte der Familie von Neuschatz, München-Harlaching, Harthauser Str. 25
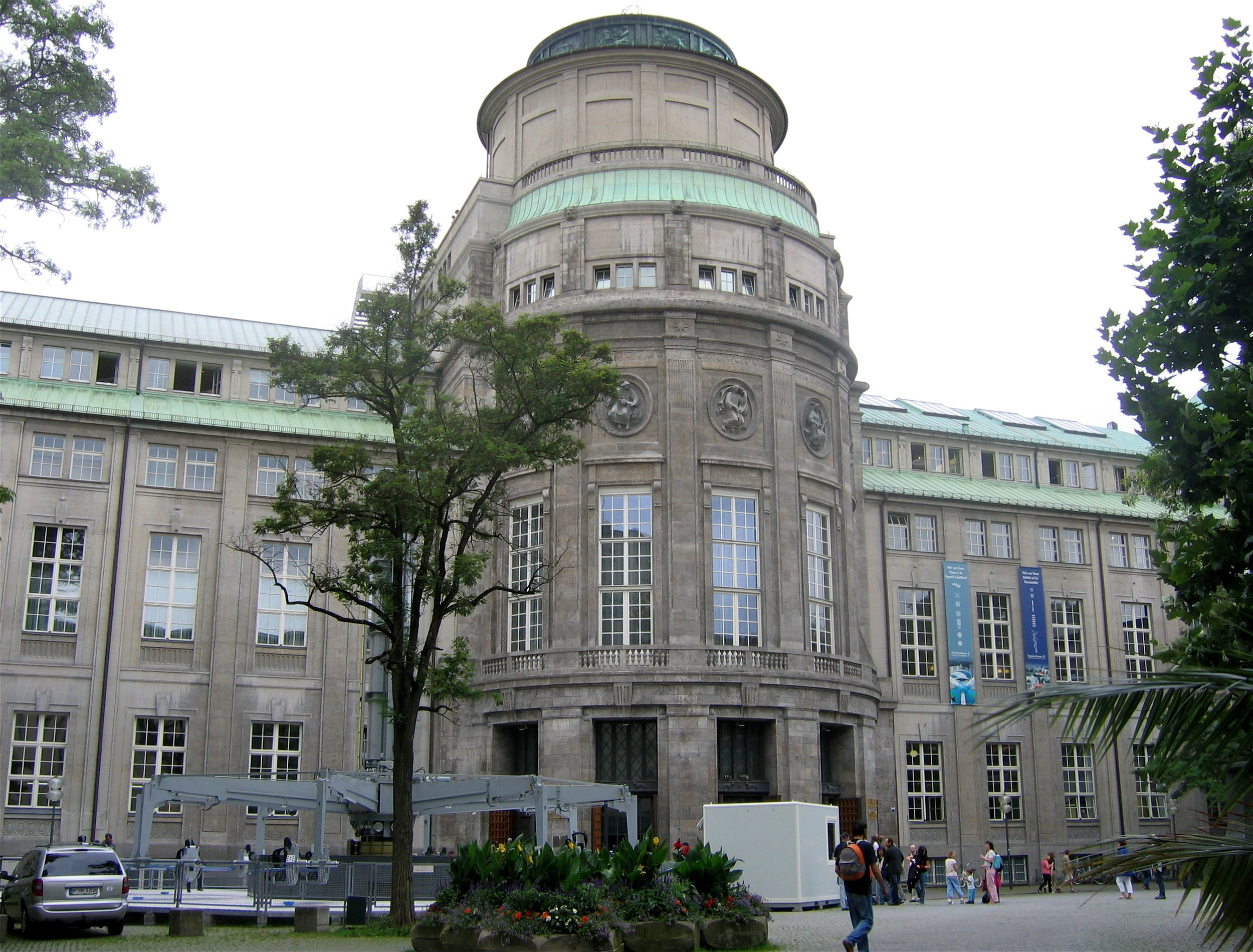
1925 – Deutsches Museum, München, Museumsinsel 1

## Schriften
- Mein Landhaus. Alexander Koch, Darmstadt 1910, (Digitalisat der ULB Düsseldorf).
- Mein Stadt- und Landhaus. Alexander Koch, Darmstadt 1919.

## Film
- Villen für die Sommerfrische. Der Architekt Emanuel von Seidl. Dokumentarfilm, Deutschland, 2001, 43:06 Min., Buch und Regie: Gabriele Dinsenbacher, Kamera: Hermann Reichmann, Produktion: Bayerischer Rundfunk, Inhaltsangabe von ARD.